# 偶像活動！ (動畫)

;

《偶像活動！》（日語：アイカツ！）是由BANDAI、日昇動畫和東京電視台製作的電視動畫和遊戲的名稱。本項介紹該作的電視動畫系列。
第1部於2012年8月6日公佈動畫主要角色及配音員名單，於2012年10月8日在東京電視網開始播放，在節目結尾加入了小專欄「偶像活動格言」，到152話（全3部，共152話）為止，並於153話開始在結尾播出「偶像活動日誌」。
第2部於2013年10月3日在東京電視網開始播放，播放時間為第1部後半的時段。第3部承繼前作的播放時段，於2014年10月2日在東京電視網播放。第4部於2015年10月1日在東京電視網播放。
香港從2014年1月7日開始播出第一季，於2015年1月7日播出第二季，於2016年11月17日播出第三季，於2021年10月19日播出第四季；台灣從2014年10月17日開始在東森幼幼台播出第一季，於2015年10月4日兩集連播第二季，從2017年1月22日開始在MOMO親子台兩集連播第三季，於2017年7月23日兩集連播第四季。

## 故事大綱
第1部（第1話 - 第50話）
中學1年級生星宮莓被同班同學兼好友的霧矢葵拉去看國民偶像神崎美月的演唱會，建議參與培育偶像的學校「星光學園」的入學考。與被周圍的人都稱為「偶像博士」的小葵比較，小莓對藝能界的事完全沒興趣，但兩人意外通過。考試後與新朋友紫吹蘭一起展開一邊就學，一邊參與試鏡演出的「偶像活動」體驗生涯。三人能如願以償成為正式的偶像明星嗎？
第2部（第51話 - 第101話）
由於新出現的偶像學校「夢幻學園」越來越活躍，讓星光學園陷入前所未有的危機！ 包含擁有絕對音感的超級新人偶像音城星羅，以及主攻製作人課程的冴草紀伊等人在內，夢幻學園陸續出現新的勁敵！為爭奪最當紅偶像的寶座而即將展開對決！而小莓和星羅等人，也因此認識新的偶像，並透過交流努力進行偶像活動！越來越火熱的偶像活動，將繼續持續下去！
第3部（第102話 - 第152話）
各有特色的偶像們所活躍的「偶像活動」的世界！其中又以「星光學園」裡的星宮莓、霧矢葵、紫吹蘭三人為最，在彼此切磋琢磨的情況下成長，現在已經是能在各處發揮實力的偶像。全新一季進來了一名非常崇拜這些華麗前輩們的新人偶像—「星光學園」的大空明里，她在此認識了新的同伴冰上堇以及新條雛姬，共同進行她們的偶像活動。明里將面對其他競爭對手，接受各種危機與挑戰！明里充滿汗水與淚水的偶像活動！即將展開！
第4部（第153話 - 第178話）
『把我們的偶像活動傳遞到世界！』以大空明里，新條雛姬和冰上堇為首的新人們，在前輩們的關照下和各式各樣的偶像活動的洗禮下，成長了起來！終於，三人以「Luminas」的組合的名義，離開了校園，開始了環繞全日本的偶像活動之旅！

## 用語解說
星光學園
是一所名門培養偶像的學校。
夢想學園
是另一所名門培養偶像的學校。比起星光學園的單一偶像課程，還增設服裝設計課程以及製作人的課程。
偶像活動卡片（Aikatsu！Cards）
服裝、Tops、Bottoms、鞋（Shoes）4種分類的服裝對應卡片。
展示種類：可愛（cute）、勁酷（cool）、性感（sexy）和俏皮（pop）。
學生證（Gakuseishou）
星光學園和夢想學園學生的學生證，可分無學生證（Beginner）、初級學生證（Elementary）、中級學生證（Pre-intermediate）、中高級學生證（Intermediate）、高級學生證（Upper-intermediate）、非學生進階證（Advanced）。
偶像活動電話（Aikatsu Phone）
學生的電子手帳。收錄了「偶像活動卡片」的電子主題。
更衣間（Fitting Room）
「偶像活動卡片」設置用來更換衣服的房間。
閃亮星光網（KiraKirater）
學生可以使用類似Twitter的東西。
特別魅力秀（Special Appeal）
一種特殊技能，一般人只能使用三次，到第四次就是超越極限。目前只有一個偶像(神崎美月)成功使用四次，如果是高級服裝就會使用出高級展示，例如使用「HAPPY RAINBOW」的展示「七彩糖果」天空會是藍色，但如果是高級服裝時「七彩糖果」的天空會變為黃色，另外如果使用的是星座服裝，在表演前就會使用出「星座展示」，如果觀眾指數爆標時同時使用星座服裝就會使用出星座效果，星座展示只是將背景變為星座服裝的代表星座，其如都和普通的特別展示無分別。 第3部是「童話展示」。
假面舞會（Masquerade）
傳説中的國民偶像組合，粉紅色假面的魅力點（隱藏自己樣貌的一種裝飾）。成員有姬（光石織姬）和宮（星宮林檎）2人。人氣絕頂時因不明的原因而引退。引退後，姬成為星光學園的學園長，但宮卻在舞台上完全消失。宫事實上是星宮林檎一事只有織姬、別府、小莓、小葵與小蘭還有美月跟賴智知道。
雙人特殊效果
- 假面之花（Masquerade Flower）『マスカレード フラワー』

使用於第47.48集。

## 隊伍
| 隊伍名稱                    | 偶像成員                                                                          |
| --------------------------- | --------------------------------------------------------------------------------- |
| Soleil                      | 星宮莓、霧矢葵、紫吹蘭                                                            |
| 綿綿布丁                    | 有栖川乙女、北大路櫻、神谷詩音、 一之瀨楓(神谷詩音有事時 頂替的成員)              |
| Tristar                     | 神崎美月、一之瀨楓、 藤堂百合香                                                   |
| STAR☆ANIS                   | 神崎美月、星宮莓、霧矢葵、紫吹蘭、有栖川乙女 、藤堂百合香、北大路櫻、一之瀨楓     |
| 夢幻假面                    | 星宮林檎(宮)、光石織姬(姬)                                                        |
| SpLasH!                     | 立花蜜雪兒、冰室朝美                                                              |
| Dream Star                  | 星宮莓、霧矢葵、紫吹蘭、有栖川乙女、 音城星羅、冴草紀伊、風澤空、姬里瑪莉亞       |
| WM                          | 神崎美月、夏樹未來                                                                |
| 2Wings                      | 星宮莓、音城星羅                                                                  |
| Aikatsu8(第一屆)（8大偶像)  | 星宮莓、神崎美月、有栖川乙女、藤堂百合香 、音城星羅、風澤空、姬里瑪莉亞、夏樹未來 |
| 舞蹈歌姬 Dancing Diva       | 冰上堇、黑澤凜                                                                    |
| 熱情✮Jalapeno               | 新條雛姬、紅林珠璃                                                                |
| Skips♪                      | 大空明里、天羽圓                                                                  |
| 鬆甜☆撫子                   | 栗心音、藤原雅                                                                    |
| Luminas                     | 大空明里、冰上堇、新條雛姬                                                        |
| Aikatsu8(第二屆)（8大偶像） | 星宮莓、霧矢葵、紫吹蘭、神崎美月 、藤堂百合香、北大路櫻、大空明里、冰上堇         |
| Vanilla Chili Pepper        | 紅林珠璃、黑澤凜、天羽圓                                                          |
| Cosmos                      | 星宮莓、大空明里                                                                  |

## 電視動畫
2012年10月8日在東京電視網開始播放。在節目最後加入了小專欄「偶像活動格言」。

### 製作人員
- 企劃：藤原茂樹（日语：藤原茂樹）、若鍋龍太、加藤陽一
- 原作：日昇動畫
- 原案：萬代
- 導演：木村隆一
- 總監督：水島精二
- 系列構成：加藤陽一
- 角色設計：矢口弘子
- 設計協力：石川佳代子、渡部里美
- 作畫監督協力：宮谷里沙
- 美術監督：大貫雄司
- 色彩設計：大塚真純
- 攝影監督：宮川淳子（第1 - 50話）→大神洋一（第51話起）
- 編輯：笠原義宏
- CG製作人：菊地等
- CG監督：谷口顯也、北田伸（第16話-）
- 音響監督：菊田浩巳（日语：菊田浩巳）
- 音樂：MONACA
- 音樂製作人：三角由里（日语：みすみゆり）、齋藤滋→岩下由希恵→吉江輝成→臼倉竜太郎、黒田學
- 音樂A&R：岩下由希惠（第1 - 50話）→臼倉竜太郎（第51話起）、吉江輝成
- 音樂制作：MONACA、日昇音樂出版
- 執行製作人：川崎由紀夫（日语：川崎由紀夫）（東京電視台）、古澤圭亮→小野口征、遠藤正樹→山西太平、尾崎雅之
- 製作人：奈良初男（第1 - 25話）→細谷伸之（第26話起）（東京電視台）、今井陽介→齋藤朋之（日语：齋藤朋之）、若鍋龍太→伊藤貴憲（第51話起）
- 企劃管理：窪田恭子 → 林順英 → 秋間真良（東京電視台）、鈴庄加依子 → 山田唯莉子（東京電視台）、原田真史、山西太平、遠藤哲哉
- 助理製作人：伊藤貴憲（第25話 - 第50話）、竹葉理紗
- 創意製作人：高橋誠
- 動畫製作人：山路晴久、伊東耕平（第1話 - 第50話）
- 動畫製作：日昇動畫（第1 - 126話）→BN Pictures（第127話起）
- 動畫製作協力：Telecom Animation Film（日语：テレコム・アニメーションフィルム）（第1 - 50話）
- 製作：東京電視台、電通、日昇動畫（第1 - 126話）→BN Pictures（第127話起）

### 主題曲
全部都是Lantis發售。原本只在片頭曲與片尾曲加入字幕，第二集起新增片假拼音。星夢學園的歌曲使用，全由偶像團體「STAR☆ANIS」（スターアニス）和「AIKATSU☆STARS！」所負責配唱。
下列被CD化出售的歌曲版本，以「★」的記號於文末作表示。另外，動畫中的所有版本（包括與CD化不同的版本）同時記載於此。
日本版本
「Signalize!」（第1 - 25話）
作詞：畑亞貴，作曲：NARASAKI，編曲：SADESPER RECORD
主唱：わか（星宮莓）、ふうり（霧矢葵）、すなお（紫吹蘭）、りすこ（神崎美月） from STAR☆ANIS ★
主唱：わか（星宮莓）、りすこ（神崎美月） from STAR☆ANIS （第17話插入曲）
主唱：わか（星宮莓）、ふうり（霧矢葵）、すなお（紫吹蘭） from STAR☆ANIS （第40話插入曲）
「ダイヤモンドハッピー」（第26 - 50話）
作詞：畑亞貴，作曲、編曲：石濱翔（MONACA）
主唱：わか（星宮莓）、ふうり（霧矢葵）、すなお（紫吹蘭） from STAR☆ANIS （第37、38、39、45、46、87、151話插入曲）★
「KIRA☆Power」（第51 - 75話）
作詞：畑亞貴，作曲、編曲：石濱翔（MONACA）
主唱：わか（星宮莓）、ふうり（霧矢葵）、すなお（紫吹蘭） from STAR☆ANIS ★
主唱：わか（星宮莓）、ふうり（音城星羅） from STAR☆ANIS（第63、65話插入曲、被採用於街機遊戲）
「SHINING LINE＊」（第76 - 101話）
作詞：，作曲、編曲：石濱翔（MONACA）
主唱：わか（星宮莓）、ふうり（霧矢葵）、（紫吹蘭） from STAR☆ANIS ★
主唱：わか（星宮莓）、れみ（有栖川乙女、藤堂百合香)、りすこ（神崎美月）、もな（夏樹未來）、ふうり（音城星羅）、えり（姬里瑪莉亞、風澤空） from STAR☆ANIS（第91、92話插入曲）
主唱：わか（星宮莓）、ふうり（霧矢葵）、すなお（紫吹蘭）、るか（大空明里） from STAR☆ANIS（第101話插入曲）
「Du-Du-Wa DO IT!!」（第102 - 126話）
作詞：，作曲、編曲：石濱翔（MONACA）
主唱：わか（星宮莓）from STAR☆ANIS、るか（大空明里）、もな（冰上澄玲）、みき（新條雛希）from AIKATSU☆STARS！ ★
主唱：るか（大空明里）from AIKATSU☆STARS！ （第107、116話插入曲）
主唱：るか（大空明里）、もな（冰上澄玲）from AIKATSU☆STARS！（第111話插入曲）
「Lovely Party Collection」（第127 - 152話）
作詞：，作曲、編曲：石濱翔（MONACA）
主唱：るか（大空明里）、もな（冰上澄玲）、みき（新條雛希） from AIKATSU☆STARS！ （第156話插入曲）★
主唱：るか（大空明里）、もな（冰上澄玲）、みき（新條雛希）、みほ（紅林珠璃）、ななせ（黑澤凜）、かな（天羽圓） from AIKATSU☆STARS！（第152話插入曲）
「START DASH SENSATION」（第153 - 178話）
作詞：，作曲、編曲：石濱翔（MONACA）
主唱：るか（大空明）、もな（冰上澄玲）、みき（新條雛希） from AIKATSU☆STARS！（第178話插入曲）★
主唱：るか（大空明） from AIKATSU☆STARS！（第170、177話插入曲）
香港版本
「前行吧!」（第1 - 25話）
作詞：天旋，作曲：NARASAKI，編曲：徐洛鏘，主唱：吳若希
「閃耀的力量」（第51 - 75話）
作詞：天旋，作曲：石濱翔（MONACA），編曲：黃浩智，監製：韋景雲，主唱：譚嘉儀
「カレンダーガール」（第1 - 25、125話）
作詞：，作曲：田中秀和（MONACA）
主唱：わか（星宮莓）、ふうり（霧矢葵）、すなお（紫吹蘭） from STAR☆ANIS （第22、50話插入曲） ★
主唱：わか（星宮莓）、ふうり（霧矢葵）、すなお（紫吹蘭）、れみ（有栖川乙女）、もえ（藤堂百合香） from STAR☆ANIS （第25話插入曲）
主唱：ゆな（冴草紀伊） from STAR☆ANIS （第55話插入曲）
主唱：わか（星宮莓）、ふうり（霧矢葵）、すなお（紫吹蘭） from STAR☆ANIS、るか（大空明）、もな（冰上澄玲）、みき（新條雛希） from AIKATSU☆STARS！（第178話插入曲）
「ヒラリ／ヒトリ／キラリ」（第26 - 43、45 - 50話）
作詞：只野菜摘，作曲、編曲：帆足圭吾（MONACA）
主唱：わか（星宮莓）、ふうり（霧矢葵）、すなお（紫吹蘭）、れみ（有栖川乙女）、もえ（藤堂百合香）、えり（北大路櫻）、ゆな（一之瀨楓）、りすこ（神崎美月） from STAR☆ANIS（第41、42、45話插入曲） ★
「アリスブルーのキス」（第44話）
作詞：原田謙太，作曲：阪本堯之，編曲、主唱：Rey
「オリジナルスター☆彡」（第51 - 75話）
作詞：，作曲：田中秀和（MONACA）
主唱：わか（星宮莓）、ふうり（霧矢葵）、すなお（紫吹蘭）、れみ（有栖川乙女）、もえ（藤堂百合香）、えり（北大路櫻）、ゆな（一之瀨楓）、りすこ（神崎美月） from STAR☆ANIS ★
主唱：わか（星宮莓）、ふうり（霧矢葵）、すなお（紫吹蘭） from STAR☆ANIS（第54話插入曲）
主唱：れみ（有栖川乙女）、えり（北大路櫻） from STAR☆ANIS（第74話插入曲）
主唱：わか（星宮莓）、るか（大空明里） from STAR☆ANIS（第77話插入曲）
主唱：わか（星宮莓）、ふうり（霧矢葵）、すなお（紫吹蘭） from STAR☆ANIS（劇場版插入曲）
「Precious」（第76 - 101話）
作詞：辻純更，作曲、編曲：帆足圭吾（MONACA）
主唱：りすこ（神崎美月）、わか（星宮莓）、ふうり（音城星羅）、もな（夏樹魅來） from STAR☆ANIS ★
主唱：りすこ（神崎美月） from STAR☆ANIS（第75、91話插入曲）
主唱：りすこ（神崎美月）、もな（夏樹魅來） from STAR☆ANIS（第99話插入曲）
「Good morning my dream」（第102 - 124話、126話）
作詞：，作曲：田中秀和（MONACA）
主唱：るか（大空明）、もな（冰上澄玲）、みき（新條雛希）from AIKATSU☆STARS！ ★
主唱：みき（新條雛希） from AIKATSU☆STARS！（第105、113話插入曲）
主唱：わか（星宮莓）、ふうり（霧矢葵）、ゆな（紫吹蘭） from STAR☆ANIS（第125話插入曲）
（第127 - 152話）
作詞：只野菜摘，作曲：石原理酉，編曲：成瀬裕介（onetrap）
主唱：るか（大空明里）、もな（冰上澄玲）、みき（新條雛希） from AIKATSU☆STARS！ ★
主唱：もな（冰上澄玲） from AIKATSU☆STARS！（第130話插入曲）
主唱：もな（冰上澄玲）、ななせ（黑澤凜） from AIKATSU☆STARS！（第131、138話插入曲）
「lucky train!」（第153 - 178話）
作詞：只野菜摘，作曲：中野領太，編曲：Integral Clover（agehasprings）
主唱：るか（大空明）、もな（冰上澄玲）、みき（新條雛希）from AIKATSU☆STARS！ ★
主唱：みほ（大地乃乃）、ななせ（白樺莉紗） from AIKATSU☆STARS!（第154、155、157、164、168話插入曲）
主唱：みほ（大地乃乃） from AIKATSU☆STARS！（第175話插入曲）
「Move on now!」（第1、3、9、174話）
作詞：こだまさおり，作曲、編曲：田中秀和（MONACA）
主唱：りすこ（神崎美月） from STAR☆ANIS （第1、3、9話）
主唱：わか（星宮莓）、ふうり（霧矢葵）、すなお（紫吹蘭） from STAR☆ANIS（第9話）
主唱：ななせ（白樺莉紗） from AIKATSU☆STARS！ （第174話）
「アイドル活動!」（第1 - 2、4、6、8、16 - 17、29、44、76、80、125、146話）
作詞：uRy，作曲、編曲：田中秀和（MONACA）
主唱：わか（星宮莓） from STAR☆ANIS（第1、6話）
主唱：わか（星宮莓）、ふうり（霧矢葵） from STAR☆ANIS（第2、4話）
主唱：すなお（紫吹蘭）、ゆにこ（三輪光） from STAR☆ANIS（第8話）
主唱：わか（星宮莓）、りすこ（神崎美月）from STAR☆ANIS（第16 - 17話）
主唱：わか（星宮莓）、ふうり（霧矢葵）、すなお（紫吹蘭） from STAR☆ANIS（第29、44、146話）
主唱：るか（大空明里） from STAR☆ANIS（第76話）
主唱：わか（星宮莓）、るか（大空明里） from STAR☆ANIS（第80話）
「prism spiral」（第5、7、56、71話）
作詞：uRy，作曲、編曲：田中秀和（MONACA）
主唱：ふうり（霧矢葵） from STAR☆ANIS
「Angel Snow」（第10 - 11、148話）
作詞：こだまさおり，作曲、編曲：田中秀和（MONACA）
主唱：れみ（有栖川乙女）、わか（星宮莓） from STAR☆ANIS（第10話）
主唱：れみ（有栖川乙女） from STAR☆ANIS（第11話）
主唱：れみ（有栖川乙女）、えり（北大路櫻）、ゆな（神谷詩音） from STAR☆ANIS（第148話）
「We wish you a merry Christmas AIKATSU!Ver.」（第12、62話）
作詞：こだまさおり，作曲、編曲：岡部啟一（MONACA）
主唱：すなお（紫吹蘭） from STAR☆ANIS（第12、62話）
「Trap of Love」（第8、13、15、57話）
作詞：七菜，作曲：森健一，編曲：小澤正澄
主唱：わか（星宮莓）、ふうり（霧矢葵）、すなお（紫吹蘭） from STAR☆ANIS（第8、13、15、57話）
主唱：すなお（紫吹蘭） from STAR☆ANIS（第57話）
「Growing for a dream」（第18、23、30、79話）
作詞：小內喜文，作曲：今井宏，編曲：小澤正澄
主唱：わか（星宮莓） from STAR☆ANIS（第18、23話）
主唱：わか（星宮莓）、ふうり（霧矢葵）、すなお（紫吹蘭）、れみ（有栖川乙女）、もえ（藤堂百合香）、えり（北大路櫻） from STAR☆ANIS（第30話）
「硝子ドール」（第19－20、49話）
作詞：こだまさおり，作曲、編曲：帆足圭吾（MONACA）
主唱：もえ（藤堂百合香）、わか（星宮莓） from STAR☆ANIS（第19話）
主唱：もえ（藤堂百合香） from STAR☆ANIS（第20、49話）
「放課後ポニーテール」（第24、60話）
作詞：こだまさおり，作曲、編曲：田中秀和（MONACA）
主唱：れみ（有栖川乙女） from STAR☆ANIS
「同じ地球のしあわせに」（第26、30、69話）
作詞：こだまさおり，作曲、編曲：田中秀和（MONACA）
主唱：えり（北大路櫻） from STAR☆ANIS（第26、30話）
「G線上のShining Sky」（第27 - 28話）
作詞：uRy，作曲、編曲：帆足圭吾（MONACA）
主唱：わか（星宮莓）、ふうり（霧矢葵）、すなお（紫吹蘭）、れみ（有栖川乙女）、もえ（藤堂百合香）、えり（北大路櫻）、りすこ（神崎美月） from STAR☆ANIS（第27話）
主唱：わか（星宮莓）、ふうり（霧矢葵）、すなお（紫吹蘭）、りすこ（神崎美月） from STAR☆ANIS（第28話）
主唱：わか（星宮莓）、りすこ（神崎美月） from STAR☆ANIS（第28話）
「wake up my music」（第31、47 - 48、72、74、92、125、135話）
作詞：こだまさおり，作曲、編曲：岡部啟一（MONACA）
主唱：わか（星宮莓）、えいみ（星宮林檎） from STAR☆ANIS（第31話）
主唱：わか（星宮莓）、ふうり（霧矢葵） from STAR☆ANIS（第31話）
主唱：えいみ（星宮林檎）、りさ（光石織姬） from STAR☆ANIS（第47、48話）
「fashion check!」（第32、86話）
作詞：uRy，作曲、編曲：石濱翔（MONACA）
主唱：わか（星宮莓）、ふうり（霧矢葵）、すなお（紫吹蘭）、れみ（有栖川乙女）、もえ（藤堂百合香） from STAR☆ANIS
「Take Me Higher」（第33 - 36、38、150話）
作詞：只野菜摘，作曲、編曲：永谷喬夫
主唱：わか（星宮莓）、ふうり（霧矢葵）、すなお（紫吹蘭） from STAR☆ANIS（第33、35話）
主唱：わか（星宮莓）、ふうり（霧矢葵）、すなお（紫吹蘭）、ゆな（一之瀨楓） from STAR☆ANIS（第34話）
主唱：りすこ（神崎美月）、すなお（紫吹蘭）、ゆな（一之瀨楓） from STAR☆ANIS（第36 - 37話）
主唱：りすこ（神崎美月）、もえ（藤堂百合香）、ゆな（一之瀨楓） from STAR☆ANIS（第38、150話）
「Moonlight destiny」（第49 - 50話）
作詞：こだまさおり，作曲、編曲：帆足圭吾（MONACA）
主唱：りすこ（神崎美月） from STAR☆ANIS（第49話）
主唱：りすこ（神崎美月）、わか（星宮莓） from STAR☆ANIS（第50話）
「アイドル活動!（Ver.Rock）」（第51 - 53、91、172話）
作詞：uRy，作曲、編曲：田中秀和（MONACA）
主唱：ふうり（音城星羅） from STAR☆ANIS（第51、91、172話）
主唱：わか（星宮莓） from STAR☆ANIS（第52話）
主唱：わか（星宮莓）、ふうり（音城星羅） from STAR☆ANIS（第53話）
「マジカルタイム」（第58、66、172話）
作詞：こだまさおり，作曲、編曲：高橋邦幸（MONACA）
主唱：ゆな（冴草紀伊）、ふうり（音城星羅） from STAR☆ANIS（第58話）
主唱：ゆな（冴草紀伊） from STAR☆ANIS（第66、172話）
「Kira・pata・shining」（第61、67、91、172話）
作詞：只野菜摘，作曲、編曲：PandaBoy
主唱：すなお（風澤空） from STAR☆ANIS（第61、91、172話）
主唱：すなお（風澤空、紫吹蘭） from STAR☆ANIS（第67話）
「Dance in the rain」（第64、91話）
作詞：uRy，作曲、編曲：田中秀和（MONACA）
主唱：わか（星宮莓） from STAR☆ANIS
「オーロラプリンセス」（第68、69、91、172話）
作詞：畑亞貴，作曲、編曲：田中秀和（MONACA）
主唱：えり（姬里瑪莉亞） from STAR☆ANIS（第68、91、172話）
主唱：えり（姬里瑪莉亞）、わか（星宮莓） from STAR☆ANIS（第69話）
「ハッピィクレッシェンド」（第72、73、95、148、172話）
作詞：辻純更，作曲、編曲：石濱翔（MONACA）
主唱：ふうり（音城星羅）、ゆな（冴草紀伊）、すなお（風澤空）、えり（姬里瑪莉亞） from STAR☆ANIS（第72、95、148、172話）
主唱：わか（星宮莓）、ふうり（霧矢葵）、すなお（紫吹蘭）、れみ（有栖川乙女） from STAR☆ANIS（第73話）
「笑顔のSuncatcher 」（第78、81、88、173話）
作詞：只野茶摘，作曲、編曲：永谷喬夫
主唱：りすこ（神崎美月）、もな（夏樹魅來） from STAR☆ANIS
「Sweet Sp!ce」（第82、94話）
作詞：辻純更，作曲、編曲：Oriori
主唱：わか（星宮莓）、ふうり（音城星羅） from STAR☆ANIS
「CHU-CHU♥RAINBOW 」（第83、91話）
作詞：こだまさおり，作曲、編曲：廣川恵一（MONACA）
主唱：れみ（有栖川乙女） from STAR☆ANIS
「オトナモード」（第84、91、93、169、173話）
作詞：林奈津美，作曲、編曲：成瀬裕介
主唱：もな（夏樹魅來） from STAR☆ANIS （第84、91、169、173話）
主唱：りすこ（神崎美月）、もな（夏樹魅來） from STAR☆ANIS（第93話）
（第89、91、106話）
作詞：tom.m，作曲：南田健吾，編曲：Integral Clover
主唱：れみ（藤堂百合香） from STAR☆ANIS（第89、91話）
主唱：るか（大空明里）from AIKATSU☆STARS！（第106話）
「Stranger alien」（第90話）
作詞：只野菜摘，作曲、編曲：岡部啟一 (MONACA)
主唱：ふうり（霧矢葵） from STAR☆ANIS
「ハートのメロディー」（第97話）
作詞：神田怜鴎，作曲、編曲：大西省吾
主唱：るか（大空明） from STAR☆ANIS
「フレンド」（第98、100話）
作詞：やまだ麻実，作曲：山崎佳祐，編曲：南田健吾
主唱：わか（星宮莓）、ふうり（音城星羅） from STAR☆ANIS（第98、100話）
主唱：ななせ（黑澤凜）、かな（天羽圓）from AIKATSU☆STARS！（第171話）
「Let'sアイカツ!」（第102、104、112、127、153、158、161話）
作詞：辻純更，作曲、編曲：田中秀和 (MONACA)
主唱：るか（大空明里）、もな（冰上澄玲）from AIKATSU☆STARS！（第102話）
主唱：るか（大空明里）、みき（新條雛希）from AIKATSU☆STARS！（第104話）
主唱：わか（星宮莓） from STAR☆ANIS（第112話）
主唱：ななせ（黑澤凜）、かな（天羽圓）from AIKATSU☆STARS！（第127話）
主唱：るか（大空明）、もな（冰上澄玲）、みき（新條雛希）from AIKATSU☆STARS！（第153、158、161話）
主唱：わか（星宮莓）、るか（大空明里）、 りすこ（神崎美月）from AIKATSU☆STARS！ （劇場版）
「キラキラデイズ」（第103話）
作詞：ナカノモリアヤコ、KIKOMARU，作曲：ナカノモリアヤコ，編曲：ナカノモリアヤコ、uuiuui
主唱：わか（星宮莓）from STAR☆ANIS
「タルト・タタン」（第103、108、117話）
作詞：只野菜摘，作曲、編曲：NARASAKI
主唱：もな（冰上澄玲）from AIKATSU☆STARS！
「Passion Flower」（第110、115、145話）
作詞：大塚ひとみ，作曲：中野領太，編曲：高橋浩一郎
主唱：みほ（紅林珠璃）from AIKATSU☆STARS！
「はろー! Winter Love♫」（第114、165話）
作詞：SINBYI，作曲：日暮和広，編曲：南田健吾
主唱：みき（新條雛希）、るか（大空明里）、もな（冰上澄玲）from AIKATSU☆STARS！
主唱：るか（大空明里）、もな（冰上澄玲）、みき（新條雛希）、みほ（紅林珠璃）from AIKATSU☆STARS！ & わか（星宮莓）、りすこ（神崎美月） from STAR☆ANIS
「薄紅デイトリッパー」（第118、119、121話）
作詞：オノダヒロユキ，作曲、編曲：fu_mou
主唱：れみ（藤原雅）from STAR☆ANIS（第118、119話）
主唱：れみ（藤原雅）、えり（北大路櫻）from STAR☆ANIS（第121話）
「Poppin' Bubbles」（第120、132話）
作詞：AM42，作曲、編曲：ミト
主唱：みき（新條雛希）、みほ（紅林珠璃）from AIKATSU☆STARS！
「Blooming♡Blooming」（第123、124、160、167話）
作詞：こだまさおり，作曲、編曲：廣川恵一（MONACA）
主唱：るか（大空明里） from AIKATSU☆STARS！（第123、160、167話）
主唱：えり（北大路櫻）from STAR☆ANIS（第124話）
「Pretty Pretty」（第126、129話）
作詞：渡辺なつみ，作曲、編曲：connie
主唱：るか（大空明）、もな（冰上澄玲）、みき（新條雛希）from AIKATSU☆STARS！
「MY SHOW TIME!」（第175話）
作詞：秋浦智裕，作曲：鈴木ともよし，編曲：Integral Clover（agehasprings）
主唱：ななせ（黑澤凜）from AIKATSU☆STARS！（第128、145話、175話）
「ハローニューワールド」（第133、134、138、145、175話）
作詞：こだまさおり，作曲、編曲：帆足圭吾（MONACA）
主唱：かな（天羽圓）from AIKATSU☆STARS！（第133、145、175話）
主唱：るか（大空明）、かな（天羽圓）from AIKATSU☆STARS！（第134、138話）
「恋するみたいなキャラメリゼ」（第135、136、137、142、156話）
作詞：辻純更，作曲、編曲：石濱翔（MONACA）
主唱：えり（栗此音）from STAR☆ANIS（第135、142話）
主唱：れみ（藤原雅）、えり（栗此音）from STAR☆ANIS（第136、137、156話）
「Chica×Chica 」（第137、149、174話）
作詞：空谷泉身，作曲、編曲：成瀨裕介（onetrap）
主唱：みき（新條雛希）、みほ（紅林珠璃）from AIKATSU☆STARS！（第137話）
主唱：みほ（紅林珠璃）、ななせ（黑澤凜）、かな（天羽圓）from AIKATSU☆STARS！（第149話）
主唱： みほ（紅林珠璃）from AIKATSU☆STARS！（第174話）
「Hey! little girl」（第139、143話）
作詞：ナカノモリアヤコ、KIKOMARU，作曲、編曲：ナカノモリアヤコ
主唱：るか（大空明里）、もな（冰上澄玲）from AIKATSU☆STARS！
「サマー☆マジック」（第141話）
作詞：tzk，作曲：秋浦智裕，編曲：成瀬裕介（onetrap）
主唱：みき（新條雛希）、みほ（紅林珠璃）from AIKATSU☆STARS！
「エメラルドの魔法」（第144話）
作詞：只野菜摘，作曲、編曲：Kensuke ushio
主唱：もな（冰上澄玲）from AIKATSU☆STARS！
「リルビーリルウィン」（第147、151話）
作詞：只野菜摘，作曲、編曲：WATCHMAN
主唱：るか（大空明里）、もな（冰上澄玲）、みき（新條雛希）from AIKATSU☆STARS！
「LOVE GAME」（第158、164話）
作詞：SINBYI，作曲：中野領太，編曲：大西省吾（agehasprings）
主唱：もな（冰上澄玲）、ななせ（黑澤凜）from AIKATSU☆STARS！
「ミエルミエール」（第161、162話）
作詞：只野菜摘，作曲、編曲：石濱翔（MONACA）
主唱：かな（堂島妮娜） from AIKATSU☆STARS！
「いばらの女王」（第166、176話）
作詞：只野菜摘，作曲：NARASAKI，編曲：WATCHMAN
主唱：もな（冰上澄玲）from AIKATSU☆STARS！
「ハロー ハロー」（第169、176話）
作詞：tom.m，作曲：山崎佳祐，編曲：成瀬裕介（onetrap）
主唱：みき（新條雛希）from AIKATSU☆STARS！
「みんな大好きポップンポップコーン」（第10、38話）
作詞：こだまさおり，作曲：奈良崎伸毅（NARASAKI）
主唱：れみ from STAR☆ANIS
「真夜中のスカイハイ」（第14、43、49話）
作詞：uRy，作曲、編曲：田中秀和（MONACA）
主唱：りすこ（神崎美月） from STAR☆ANIS
「Thrilling Dream」（第21話）
作詞：こだまさおり，作曲、編曲：石濱翔（MONACA）
主唱：すなお（紫吹蘭）、りすこ（神崎美月） from STAR☆ANIS
「さまさまばけーしょん！」（第40話）
主唱：ミズシマ教授，作曲、編曲：高橋邦幸（MONACA）
主唱：ねむ（顧比）
「右回りWonderland」（第43話）
作詞：こだまさおり，作曲、編曲：高田龍一（MONACA）
主唱：わか（星宮莓）、すなお（紫吹蘭） from STAR☆ANIS
「新・チョコレート事件」（第59話）
作詞：畑田貴，作曲、編曲：田中秀和（MONACA）
主唱：ゆな（一之瀨楓、冴草紀伊） from STAR☆ANIS
「ミトレジャーノ！」（第70話）
作詞：只野菜摘，作曲、編曲：帆足圭吾（MONACA）
主唱：わか（星宮莓）、ふうり（音城星羅） from STAR☆ANIS
「アラビアンロマンス」（第85話）
作詞：こだまさおり，作曲、編曲：永谷喬夫
主唱：わか（星宮莓）、えり（風澤空） from STAR☆ANIS
「ラブリー☆ボム」（第109話）
作詞：tzk，作曲：山崎佳祐，編曲：成瀨裕介
主唱：みほ（紅林珠璃）from AIKATSU☆STARS
「魅惑のパーティー」（第122話）
作詞：たむらぱん，作曲、編曲：NARASAKI
主唱：るか（大空明里）、もな（冰上澄玲） from STAR☆ANIS
「Sweet Heart Restaurant」（第140話）
作詞：大塚ひとみ，作曲：秋浦智裕，編曲：横山裕章（agehasprings）
主唱：えり（栗栖此音）from STAR☆ANIS、みき（新條雛希）from AIKATSU☆STAR
「約束カラット」（第155話）
作詞：只野菜摘，作曲、編曲：永谷喬夫
主唱：みほ（大地乃乃）、ななせ（白樺莉紗） from AIKATSU☆STARS
「ロンリー・グラヴィティ」（第159話）
作詞：GENMAI，作曲、編曲：大西省吾（agehasprings）
主唱：るか（大空明里）、ななせ（黑澤凜） from AIKATSU☆STARS
「シアワセ方程式」（第163話）
作詞：辻純更，作曲、編曲：帆足圭吾（MONACA）
主唱：るか（大空明里）、かな（天羽圓） from AIKATSU☆STARS

### 各話標題
| 話數    | 日語標題 | 香港標題                     | 台灣標題                        | 編劇                | 分鏡              | 演出                | 作畫監督                                                                                     | 日本放送日     | 香港放送日      | 台灣放送日      |
| 第1部   | 第1部    | 第1部                        | 第1部                           | 第1部               | 第1部             | 第1部               | 第1部                                                                                        | 第1部          | 第1部           | 第1部           |
| ------- | -------- | ---------------------------- | ------------------------------- | ------------------- | ----------------- | ------------------- | -------------------------------------------------------------------------------------------- | -------------- | --------------- | --------------- |
| 第1話   |          | 我也可以成為偶像？           | 我要成為偶像？                  | 加藤陽一            | 木村隆一          | 龜井治              | 白井裕美子、高田洋一                                                                         | 2012年 10月8日 | 2014年 1月7日   | 2014年 10月17日 |
| 第2話   |          | 有很多偶像                   | 有好多偶像！                    | 加藤陽一            | 矢野雄一郎        | 小山田桂子          | 野口寬明、末永宏一                                                                           | 10月15日       | 1月8日          | 10月24日        |
| 第3話   |          | 想更了解你                   | 我想更了解妳一些                | 加藤陽一            | 望月智充          | 高林久彌            | 田寄雅郁、村司晃英                                                                           | 10月22日       | 1月14日         | 10月31日        |
| 第4話   |          | 噢！我的粉絲！               | Oh！My！Fan！                   | 高橋龍也            | 矢野雄一郎        | 小山田桂子 富澤信雄 | 白井裕美子、高田洋一 野口寬明、末永宏一                                                      | 10月29日       | 1月15日         | 11月7日         |
| 第5話   |          | 小蘭，走天橋                 | 蘭！伸展台！                    | 高橋奈津子          | 高柳哲司          | 中村近世            | 福田紀之                                                                                     | 11月5日        | 1月21日         | 11月14日        |
| 第6話   |          | 熱愛簽名！                   | 熱衷在簽名                      | 綾奈由仁子          | 高柳哲司          | 土屋康郎            | 仲田美步、長谷川亨雄                                                                         | 11月12日       | 1月22日         | 11月21日        |
| 第7話   |          | 專心聆聽別人說話             | 小心網站上的留言                | 大野木寬            | 黑川智之          | 大宅光子            | 熊田明子、福田紀之 朴性厚                                                                    | 11月19日       | 1月28日         | 11月28日        |
| 第8話   |          | 地下的太陽                   | 地下的太陽                      | 高橋奈津子          | 青木康直          | 小山田桂子          | 末永宏一、白井裕美子                                                                         | 11月26日       | 1月29日         | 12月5日         |
| 第9話   |          | MOVE-ON-NOW                  | MOVE-ON-NOW                     | 加藤陽一            | 矢澤雄一郎        | 富澤信雄            | 野口寬明、高田洋一                                                                           | 12月3日        | 2月4日          | 12月12日        |
| 第10話  |          | 彩虹一樣的少女               | 彩虹色的乙女                    | 高橋奈津子          | 岡村正弘 木村隆一 | 岡村正弘            | 田寄雅郁、村司晃英 野道佳代、洪範錫                                                          | 12月10日       | 2月5日          | 12月19日        |
| 第11話  |          | 少女愛誰                     | 乙女好像愛上某人了              | 大野木寬            | 黑川智之          | 小野田雄亮          | 朴性厚、福田紀之 熊田明子、矢口弘子                                                          | 12月17日       | 2月11日         | 12月26日        |
| 第12話  |          | 祝你聖誕快樂                 | We wish you a merry Christmas！ | 加藤陽一            | 矢野雄一郎        | 小山田桂子          | 末永宏一、白井裕美子                                                                         | 12月24日       | 2月12日         | 2015年 1月2日   |
| 第13話  |          | 卡路里的悲劇                 | 卡路里的悲劇                    | 大知慶一郎          | 增田敏彥          | 野上和男            | 野口寬明、高田洋一                                                                           | 2013年 1月7日  | 2月18日         | 1月9日          |
| 第14話  |          | 不良刑警                     |                                 | 高橋奈津子          | 加瀨充子          | 川越崇弘            | 伊藤裕次、岡野幸男                                                                           | 1月14日        | 2月19日         | 1月16日         |
| 第15話  |          | 樟樹之戀                     | 樟樹之戀                        | 大野木寬            | 矢野雄一郎        | 小山田桂子          | 西真由子、田中彩 鈴木春香                                                                    | 1月21日        | 2月25日         | 1月23日         |
| 第16話  |          | 心跳不止 特別演唱會Part 1    | 興奮緊張！特別演唱會 PART1      | 山田由香            | 山崎貴            | 小野田雄亮          | 福田紀之、熊田明子                                                                           | 1月28日        | 2月26日         | 1月30日         |
| 第17話  |          | 心跳不止，特別演唱會第二部分 | 興奮緊張！特別演唱會 PART2      | 大知慶一郎          | 長崎健司          | 牧野吉高            | 石川智美、伊藤裕次 鐮田均                                                                    | 2月4日         | 3月4日          | 2月6日          |
| 第18話  |          | 朱古力與愛                   | 巧克力與愛                      | 綾奈由仁子          | 矢野雄一郎        | 野上和男            | 末永宏一、高田洋一                                                                           | 2月11日        | 3月5日          | 2月13日         |
| 第19話  |          | 月夜少女的神秘香氣           | 月夜裡的那女孩充滿神秘          | 國澤真理子          | 黑川智之          | 小山田桂子          | 野口寬明、末永宏一 白井裕美子                                                                | 2月18日        | 3月11日         | 2月20日         |
| 第20話  |          | 吸血鬼．醜聞                 | 吸血鬼醜聞                      | 山田由香            | 本多康之          | 宮原秀二            | 尾形健一郎、菊池功一                                                                         | 2月25日        | 3月12日         | 2月27日         |
| 第21話  |          | 時尚怪盜燕尾蝶               | 時尚怪盜燕尾服                  | 大知慶一郎          | 增田敏彥          | 沼山茉由            | 西真由子、日和咲未喻                                                                         | 3月4日         | 3月18日         | 3月6日          |
| 第22話  |          | 偶像氣場與月曆女郎           | 偶像光環與Calendar Girl         | 加藤陽一            | 原博              | 川越崇弘            | 川田剛、濱津武弘                                                                             | 3月11日        | 3月19日         | 3月13日         |
| 第23話  |          | Ageha的繆斯                  | Spicy Ageha的繆斯               | 高橋奈津子          | 矢野雄一郎        | 小山田桂子          | 末永宏一、高田洋一                                                                           | 3月18日        | 3月25日         | 3月20日         |
| 第24話  |          | 盡情享受空檔假期             | 享受休閒時光                    | 大野木寬            | 中村美            | 中村美              | 渡部里美、江森真理子 矢口弘子                                                                | 3月25日        | 3月26日         | 3月27日         |
| 第25話  |          | 愚人節的約定                 | 愚人節的約定                    | 大知慶一郎          | 黑川智之          | 野上和男            | 野口寬明、西真由子 青野厚司、末永宏一                                                        | 4月4日         | 4月1日          | 4月3日          |
| 第26話  |          | 櫻花的季節                   | 櫻花的季節                      | 山田由香            | 增田敏彥          | 宮原秀二            | 尾形健一郎、菊地功一                                                                         | 4月11日        | 4月2日          | 4月10日         |
| 第27話  |          | 開幕 Fresh Girls Cup         | 開幕了Flash Girls Cup           | 國澤真理子 加藤陽一 | 矢野雄一郎        | 小山田桂子          | 末永宏一、熊膳貴志                                                                           | 4月18日        | 4月8日          | 4月17日         |
| 第28話  |          | 美月與水魚                   | 美月與鱉                        | 加藤陽一            | 本多康之          | 大宅光子            | 山川宏治、日和咲未喻                                                                         | 4月25日        | 4月9日          | 4月24日         |
| 第29話  |          | 偶像老師                     | 偶像跟老師                      | 高橋奈津子          | 增田敏彥          | 新子太一            | 吉井碧、森下智惠 今田茜                                                                      | 5月2日         | 4月15日         | 5月1日          |
| 第30話  |          | 真心呼叫與回應               | 真心地呼喊與回應                | 平見瞠              | 原博              | 野上和男            | 野口寬明、高田洋一                                                                           | 5月9日         | 4月16日         | 5月8日          |
| 第31話  |          | 母親節的偶像                 | 母親節的偶像                    | 大野木寬            | 花札虎南          | 宮原秀二            | 尾形健一郎、菊地功一                                                                         | 5月16日        | 4月22日         | 5月15日         |
| 第32話  |          | 小莓的恐慌                   | Angely Bear                     | 綾奈由仁子          | 三浦和也          | 小山田桂子          | 末永宏一、日和咲未喻 野口寬明                                                                | 5月23日        | 4月29日         | 5月22日         |
| 第33話  |          | 機會與嘗試                   | 機會與挑戰                      | 大知慶一郎          | 戶部郭夫          | 大宅光子            | 依田正彥、山川宏治                                                                           | 5月30日        | 4月30日         | 5月29日         |
| 第34話  |          | 你好 超級偶像                | Hello超級偶像                   | 山田由香            | 山本三輪子        | 野上和男            | 野口寬明、末永宏一                                                                           | 6月6日         | 5月6日          | 6月5日          |
| 第35話  |          | 淚之星                       | 淚眼之星                        | 平見瞠              | 矢野雄一郎        | 富澤信雄            | 高田洋一、德田夢之介                                                                         | 6月13日        | 5月7日          | 6月12日         |
| 第36話  |          | Tristar起飛                  | Tristar                         | 加藤陽一            | 矢野雄一郎        | 河野亞矢子          | 石田啟一、兒玉亮 渡部里美                                                                    | 6月20日        | 5月13日         | 6月19日         |
| 第37話  |          | 奔向太陽                     | 朝向太陽                        | 高橋奈津子          | 戶部敦夫          | 小山田桂子          | 末永宏一、小松香苗 田中彩                                                                    | 6月27日        | 5月14日         | 6月26日         |
| 第38話  |          | 草莓芭菲                     | 草莓聖代                        | 大野木寬            | 川口敬一郎        | 境南壽三郎          | 野口寬明、高田洋一                                                                           | 7月4日         | 5月20日         | 7月3日          |
| 第39話  |          | 衝，Soleil                   | Soleil                          | 山田由香            | 矢野雄一郎        | 佐藤和磨            | 尾形健一郎、菊地功一                                                                         | 7月11日        | 5月21日         | 7月10日         |
| 第40話  |          | Girl meets Girl              | Girl meets Girl                 | 平見瞠              | 山本三輪子        | 野上和男            | 末永宏一、德田夢之介                                                                         | 7月18日        | 5月27日         | 7月17日         |
| 第41話  |          | 夏日奇蹟                     | 夏日色彩的奇蹟                  | 大知慶一郎          | 矢野雄一郎        | 富澤信雄            | 田中彩、小松春苗 野口寬明                                                                    | 7月25日        | 5月28日         | 7月24日         |
| 第42話  |          | 船上的最後一幕               | 船上的最後高潮                  | 平見瞠              | 矢野雄一郎        | 橋口洋介            | 熊膳貴志、澤木巳登理                                                                         | 8月1日         | 6月3日          | 7月31日         |
| 第43話  |          | 不可思議之國的偶像           | 不思議國的偶像                  | 山田由香            | 近藤信宏          | 小山田桂子          | 野田寬明、高田洋一 德田夢之介                                                                | 8月8日         | 6月4日          | 8月7日          |
| 第44話  |          | More than true大危機         | More than true的危機            | 大野木寬            | 戶部郭夫          | 河野亞矢子          | 栗井重紀、都竹隆治 渡部里美                                                                  | 8月15日        | 6月11日         | 8月14日         |
| 第45話  |          | 快樂暑假                     | 開心的暑假                      | 綾奈由仁子          | 木村隆一          | 野上和男            | 末永宏一、小松香苗 野口寬明                                                                  | 8月22日        | 6月17日         | 8月21日         |
| 第46話  |          | Respect J                    | 尊敬的J                         | 高橋奈津子          | 川口敬一郎        | 富澤信雄            | 鷲田敏彌、德田夢之介                                                                         | 8月29日        | 6月18日         | 8月28日         |
| 第47話  |          | 傳奇偶像，假面舞會           | 傳說中的偶像，夢幻假面          | 加藤陽一            | 矢野雄一郎        | 佐藤和磨            | 尾形健一郎、菊地功一 外間亮                                                                  | 9月5日         | 6月24日         | 9月4日          |
| 第48話  |          | 喚醒我的音樂                 | Wake up my music                | 加藤陽一            | 近藤信宏          | 沼山茉由            | 野田寬明、高田洋一 末永宏一                                                                  | 9月12日        | 6月25日         | 9月11日         |
| 第49話  |          | 光芒照射之處                 | 星光女王盃                      | 加藤陽一            | 戶部郭夫          | 野上和男            | 小松香苗、高田洋一 服部憲知、末永宏一 野田寬明、依田正彥 西真由子                            | 9月19日        | 7月2日          | 9月18日         |
| 第50話  |          | 在未來創造回憶                   | 回憶就在未來裡                      | 加藤陽一            | 矢野雄一郎        | 小山田桂子          | 西真由子、野田寬明 澤木巳登理                                                                | 9月26日        | 7月8日          | 9月25日         |
| 第2部   |          |                              |                                 |                     |                   |                     |                                                                                              |                |                 |                 |
| 第51話  |          | 搖滾女孩是夢想女孩           | 那個搖滾女孩是夢想女孩          | 加藤陽一            | 木村隆一          | 綿田慎也            | 兒玉亮、渡部里美                                                                             | 10月3日        | 2015年 1月7日   | 10月4日         |
| 第52話  |          | 歡迎回來，小莓               | 歡迎回來，小莓                  | 加藤陽一            | 近藤信宏          | 山地光人            | 中山初繪、渡邊健一                                                                           | 10月10日       | 1月13日         | 10月4日         |
| 第53話  |          | 競⋯競爭對手                  | 啦啦啦☆★競爭對手                | 高橋奈津子          | 近藤信宏          | 南康宏              | 鈴木浩美、田中智子 齊藤和也、中村友美                                                        | 10月17日       | 1月14日         | 10月11日        |
| 第54話  |          | 笑容的秘密                   | 笑容的秘密                      | 山田由香            | 戶部敦夫          | 小山田桂子          | 野口寬明、小松春苗 西真由子                                                                  | 10月24日       | 1月20日         | 10月11日        |
| 第55話  |          | 暗號是Ok⋯                    | 暗號是OK OK OK                  | 高橋奈津子          | 近藤信宏          | 福岡大生            | 竹森由加、石川惠理                                                                           | 10月31日       | 1月21日         | 10月18日        |
| 第56話  |          | 戀愛的頭號秘密               | 戀情是最高機密                  | 山田由香            | 所智一            | 野上和男            | 兒玉亮、渡部里美 門智昭                                                                      | 11月7日        | 1月27日         | 10月18日        |
| 第57話  |          | 可愛的吉祥物 小蘭Runway      | 可愛吉祥物，小蘭快跑            | 平見瞠              | 戶部敦夫          | 河野亞矢子          | 鈴木浩美、中村友美 升谷由紀、福世真奈美                                                      | 11月14日       | 1月28日         | 10月25日        |
| 第58話  |          | 魔法舞蹈                     | Magical dancing♪                | 加藤陽一            | 近藤信宏          | 山地光人            | 竹田欣弘                                                                                     | 11月21日       | 2月3日          | 10月25日        |
| 第59話  |          | 一口解決！朱古力爆谷偵探     | 巧克解決☆巧克爆米花偵探         | 加藤陽一            | 川口敬一郎        | 佐藤和磨            | 西脇拓己、岡本達明 荒木裕                                                                    | 11月28日       | 2月4日          | 11月1日         |
| 第60話  |          | 傳說中軟綿綿的布甸           | 傳聞中的綿綿布丁                | 大知慶一郎          | 增田敏彥          | 小山田桂子          | 末永宏一、小松春苗                                                                           | 12月5日        | 2月10日         | 11月1日         |
| 第61話  |          | 閃閃叭噠、魔法               | Kira・Pata・Magic               | 加藤陽一            | 近藤信宏          | 福岡大生            | 石川惠理、糸島雅彥                                                                           | 12月12日       | 2月11日         | 11月8日         |
| 第62話  |          | 偶像是聖誕老人！             | 偶像是聖誕老人！                | 山田由香            | 戶部敦夫          | 野上和男            | 鈴木浩美、中村友美 佐藤綾子、松本美雪                                                        | 12月19日       | 2月17日         | 11月8日         |
| 第63話  |          | 紅白偶像大賽                 | 紅白偶像活動合戰                | 加藤陽一            | 增田敏彥          | 佐藤和磨            | 門智昭、渡部里美                                                                             | 12月26日       | 2月18日         | 11月15日        |
| 第64話  |          | 幸運偶像☆                    | 幸運偶像☆                       | 平見瞠              | 池端隆史          | 山地光人            | 渡邊健一、高乘陽子 重松晉一                                                                  | 2014年 1月9日  | 2月24日         | 11月15日        |
| 第65話  |          | 通往夢想的大門               | 通往夢想之門                    | 大知慶一郎          | 戶部敦夫          | 野上和男            | 末永宏一、柴田勝紀 前澤弘美                                                                  | 1月16日        | 2月25日         | 11月22日        |
| 第66話  |          | 美妙的相戀                   | 美麗的友誼                      | 高橋奈津子          | 柴田勝紀          | 米田光宏            | 中村友美、青木康哲 佐藤綾子、松本美雪                                                        | 1月23日        | 3月3日          | 11月22日        |
| 第67話  |          | 幸運圓規                     | 幸運指南針☆                     | 野村祐一            | 池端隆史          | 福岡大生            | 石川惠理、竹內昭 小林由香里、重松晉一                                                        | 1月30日        | 3月4日          | 11月29日        |
| 第68話  |          | 綻放的極光公主               | 花朵盛開的極光公主              | 山田由香            | 大嶋博之          | 大嶋博之            | 岡本達明、西脇拓己 荒木裕、門智昭                                                            | 2月6日         | 3月10日         | 11月29日        |
| 第69話  |          | 待客之道                     | 款待的心♡                       | 高橋奈津子          | 川口敬一郎        | 野上和男            | 渡部里美、都竹隆治                                                                           | 2月13日        | 3月11日         | 12月6日         |
| 第70話  |          | 時髦探索隊 Cool Angel        | 時尚探險隊，冷艷天使！          | 平見瞠              | 增田敏彦          | 山地光人            | 石川惠理、高乘陽子 重松晉一、渡邊健一 南東寿幸                                               | 2月20日        | 3月17日         | 12月6日         |
| 第71話  |          | 閃耀的水瓶座                 | 閃耀的水瓶座                    | 大知慶一郎          | 戶部敦夫          | 佐藤和磨            | 酒井香澄、菊池一真 柴田勝紀、前澤弘美                                                        | 2月27日        | 3月18日         | 12月13日        |
| 第72話  |          | 快樂的偶像慶典第一天         | Happy☆偶像慶典第一天！          | 山田由香            | 川口敬一郎        | 米田光宏            | 中村友美、青木康哲 松本美由紀、吉田尚人                                                      | 3月6日         | 3月24日         | 12月13日        |
| 第73話  |          | 快樂的偶像慶典第二天         | Happy☆偶像慶典第二天！          | 山田由香            | 石山貴明          | 福岡大生            | 石川惠理、安貴百合 渡邊健一、櫻井木之實                                                      | 3月13日        | 3月25日         | 12月20日        |
| 第74話  |          | 櫻色回憶                     | 櫻花色彩的回憶                  | 高橋奈津子          | 戸部敦夫          | のがみかずお        | 渡部里美、門智昭                                                                             | 3月20日        | 3月31日         | 12月20日        |
| 第75話  |          | 再一次的休假                 | 再次♪休假                       | 大知慶一郎          | 安藤正臣          | 安藤正臣            | 高橋晃                                                                                       | 3月27日        | 4月1日          | 12月27日        |
| 第76話  |          | 嚇一跳，Fresh Girl           | 驚人的☆清新女孩！               | 加藤陽一            | 川口敬一郎        | 山地光人            | 石川恵理、渡辺健一 竹森由加                                                                  | 4月3日         | 4月7日          | 12月27日        |
| 第77話  |          | 定為目標的明星！             | 目標中的明星☆彡                 | 加藤陽一            | 増田敏彦          | 米田光宏            | 前澤弘美、酒井香澄 都竹隆治                                                                  | 4月10日        | 4月8日          | 2016年 1月3日   |
| 第78話  |          | 奇蹟的開始！                 | 奇蹟的開始！                    | 野村祐一            | 戸部敦夫          | のがみかずお        | 中村ユミ、青木康哲 松本美雪、下島誠 本城恵一郎                                               | 4月17日        | 4月14日         | 2016年 1月3日   |
| 第79話  |          | Yes！最好的拍檔              | Yes！最佳夥伴                   | 綾奈ゆにこ          | 近藤信宏          | 福岡大生            | 柳瀬譲二、高乗陽子 南東寿幸、金久保典江                                                      | 4月24日        | 4月15日         | 1月10日         |
| 第80話  |          | 偶像活動！新人訓練營         | 偶像活動！新人訓練營            | 平見瞠              | 柴田勝紀          | 佐藤和磨            | 門智昭、柴田勝紀 岡田洋奈、宮谷里沙 渡部里美                                                 | 5月1日         | 4月21日         | 1月10日         |
| 第81話  |          | 最佳拍檔                     | 嗶嗶嗶☆夥伴！                   | 高橋奈津子          | 増田敏彦          | 米田光宏            | 高橋晃                                                                                       | 5月8日         | 4月22日         | 1月17日         |
| 第82話  |          | 要成為最佳拍檔               | 目標☆最佳夥伴                   | 高橋奈津子          | 近藤信宏          | 山地光人            | 石川恵理、渡辺健一 竹森由加                                                                  | 5月15日        | 4月28日         | 1月17日         |
| 第83話  |          | 乙女彩虹                     | 乙女RAINBOW！                   | 山田由香            | 大嶋博之          | 大嶋博之            | 石井久美、岡田洋奈 宮谷里沙、川田剛                                                          | 5月22日        | 4月29日         | 1月24日         |
| 第84話  |          | 盛開吧 奇蹟                  | 綻放奇蹟！                      | 野村祐一            | 戸部敦夫          | のがみかずお        | 中村ユミ、松本美雪 本城恵一朗、石川真理子 青木康哲                                           | 5月29日        | 5月5日          | 1月24日         |
| 第85話  |          | 月之沙漠的幻想曲             | 月之沙漠的幻想曲                | 大知慶一郎          | 近藤信宏          | 福岡大生            | 柳瀬譲二、高乗陽子 南東寿幸、羽野廣範 吉田肇、都竹隆治                                       | 6月5日         | 5月6日          | 1月31日         |
| 第86話  |          | 我親愛的偶像！               | My dear idol！                  | 山田由香            | 増田敏彦          | かわこしたかひろ    | 門智昭、大西秀明 渡部里美                                                                    | 6月12日        | 5月12日         | 1月31日         |
| 第87話  |          | Soleil☆Rising！              | Soleil☆Rising！                 | 大知慶一郎          | 戶部敦夫          | 小坂春女            | 高橋晃                                                                                       | 6月19日        | 5月13日         | 2月14日         |
| 第88話  |          | 創造傳說的地方               | 編織傳奇的地方                  | 高橋奈津子          | 池端隆史          | 山地光人            | 渡邊健一、石川惠理 竹森由加                                                                  | 6月26日        | 5月19日         | 2月14日         |
| 第89話  |          | 永遠的憧憬                   | 永遠的嚮往                      | 平見瞠              | 兒玉兼嗣          | のがみかずお        | 川田剛、石井久美 岡田洋奈、宮谷里沙                                                          | 7月3日         | 5月20日         | 2月21日         |
| 第90話  |          | 閃耀，未來女孩                   | 閃閃發光☆未來女孩                   | 平見瞠              | 兒玉兼嗣          | 馬引圭              | 中村由美、本城惠一郎 青木康哲、松本美雪 一之瀨結梨                                           | 7月10日        | 5月26日         | 2月21日         |
| 第91話  |          | 組成Aikatsu 8                | 組成☆八大偶像                   | 山田由香            | 增田敏彥          | 龜井治              | 前澤弘美、酒井香澄                                                                           | 7月17日        | 5月27日         | 2月28日         |
| 第92話  |          | 夏日偶像物語                 | 夏日偶像故事                    | 山田由香            | 戶部敦夫          | 福岡大生            | 柳瀬譲二、高乗陽子 重松晉一、櫻井木之實                                                      | 7月24日        | 6月2日          | 2月28日         |
| 第93話  |          | Twinkle Stars                | Twinkle Stars                   | 野村祐一            | 米田光宏          | 小坂春女            | 高橋晃                                                                                       | 7月31日        | 6月3日          | 3月6日          |
| 第94話  |          | Two Wings                    | 一雙翅膀                        | 高橋奈津子          | 佐藤照雄          | のがみかずお        | 門智昭、渡部里美                                                                             | 8月7日         | 6月9日          | 3月6日          |
| 第95話  |          | 實現夢想的地方               | 綻放夢想的地方                  | 大知慶一郎          | 池端隆史          | 山地光人            | 渡邊健一、石川惠理 竹森由加                                                                  | 8月14日        | 6月10日         | 3月13日         |
| 第96話  |          | 來吧，小明的夏天             | Let's!明里的暑假！              | 山田由香            | 兒玉兼嗣          | 馬引圭              | 本城惠一朗、中村由美 青木康哲、石川真理子 松本美雪                                           | 8月21日        | 6月16日         | 3月13日         |
| 第97話  |          | 秘密的信件與看不見的星       | 秘密的信和看不見的星星          | 加藤陽一            | 戶部敦夫          | 藤井康晶            | 高橋晃                                                                                       | 8月28日        | 6月17日         | 3月20日         |
| 第98話  |          | 雙子的禮服                   | 雙子座服裝                      | 野村祐一            | 增田敏彥          | 古賀一臣            | 尾形健一郎、菊地功一                                                                         | 9月4日         | 6月23日         | 3月20日         |
| 第99話  |          | 花之淚                       | 花之淚                          | 高橋奈津子          | 近藤信宏          | 福岡大生            | 石川理惠、竹森由加 高乗陽子、櫻井木之實                                                      | 9月11日        | 6月24日         | 3月27日         |
| 第100話 |          | 飛向夢想的翅膀               | 飛向夢想之翼                    | 大知慶一郎          | 米田光宏          | 山地光人            | 酒井香澄、都竹隆治                                                                           | 9月18日        | 6月30日         | 3月27日         |
| 第101話 |          | 憧憬的Shining Line           | 崇拜的SHINING LINE              | 山田由香            | 戶部敦夫          | 小坂春女            | 高橋晃                                                                                       | 9月25日        | 7月1日          | 4月3日          |
| 第3部   |          |                              |                                 |                     |                   |                     |                                                                                              |                |                 |                 |
| 第102話 |          | 進行偶像活動吧 準備，開始！  | 來進行偶像活動吧☆Ready Go!!     | 加藤陽一            | 佐藤照雄          | 佐藤照雄            | 門智昭、渡部里美                                                                             | 10月2日        | 2016年 11月17日 | 2017年 1月22日  |
| 第103話 |          | 好事占卜                     | 好事占卜                        | 加藤陽一            | 兒玉兼嗣          | のがみかずお        | 松岡謙治、前澤弘美                                                                           | 10月9日        | 11月18日        | 2017年 1月22日  |
| 第104話 |          | 偶像活動衝刺！               | 偶像活動衝刺！                  | 高橋奈津子          | 馬引圭            | 馬引圭              | 西島加奈、石田智子                                                                           | 10月16日       | 11月21日        | 1月29日         |
| 第105話 |          | 爆發的靈感                   | 爆發的靈感☆                     | 高橋奈津子 加藤陽一 | 近藤信宏          | かわこしたかひろ    | 高橋晃                                                                                       | 10月23日       | 11月22日        | 1月29日         |
| 第106話 |          | 偶像萬聖節                   | 偶像☆萬聖節                     | 大知慶一郎          | 戶部敦夫          | 古賀一臣            | 尾形健一郎、菊地功一                                                                         | 10月30日       | 11月23日        | 2月5日          |
| 第107話 |          | 兩個夢想家                   | 兩個夢想家                      | 加藤陽一            | 米田光宏          | のがみかずお        | 酒井香澄、嘉村弘之 吉田肇                                                                    | 11月6日        | 11月24日        | 2月5日          |
| 第108話 |          | 將心意託付在蘋果裡           | 將心意託付在蘋果裡              | 平見瞠              | 佐藤照雄          | 佐藤照雄            | 松岡謙治、前澤弘美                                                                           | 11月13日       | 11月25日        | 2月12日         |
| 第109話 |          | 偶像活動的熱潮！             | 偶像活動的熱潮！                | 山田由香            | 黑川智之          | 小坂春女            | 高橋晃                                                                                       | 11月20日       | 11月28日        | 2月12日         |
| 第110話 |          | 熱情的Sangria Rosa           | 熱情的Sangria Rosa              | 野村祐一            | 中島大輔          | 中島大輔            | 稻吉朝子、西島加奈 石田智子、丸尾一 石川哲也                                                 | 11月27日       | 11月29日        | 2月19日         |
| 第111話 |          | 親愛的支持者                 | 親愛的粉絲！                    | 大知慶一郎          | 戶部敦夫          | 藤井康晶            | 服部憲知、內原茂 吉田肇                                                                      | 12月4日        | 11月30日        | 2月19日         |
| 第112話 |          | GOGO！小莓應援隊             | GOGO！小莓應援隊                | 加藤陽一            | 兒玉兼嗣          | 馬引圭              | 中村由美、松本美雪 本城惠一朗                                                                | 12月11日       | 12月1日         | 2月26日         |
| 第113話 |          | 時尚的Vivid女孩              | 時尚的☆Vivid女孩                | 山田由香            | 兒玉兼嗣          | かわこしたかひろ    | 酒井香澄、尾形健一郎 菊地功一                                                                | 12月18日       | 12月2日         | 2月26日         |
| 第114話 |          | 快樂樹聖誕節                 | 快樂樹聖誕節☆                   | 平見瞠              | 戶部敦夫          | 小坂春女            | 高橋晃                                                                                       | 12月25日       | 12月5日         | 3月5日          |
| 第115話 |          | 溫暖的日本新年               | 溫暖的☆日本新年                 | 高橋奈津子          | 近藤信宏          | 山地光人            | 赤尾良太郎、辻早智子 石川惠理                                                                | 2015年 1月8日  | 12月6日         | 3月5日          |
| 第116話 |          | 大空JUMP！！                 | 大空JUMP！！                    | 加藤陽一            | 佐藤照雄          | 佐藤照雄            | 前澤弘美、松本美雪 渡部里美                                                                  | 1月15日        | 12月7日         | 3月12日         |
| 第117話 |          | 歌聲是堇色                   | 歌聲是堇色                      | 山田由香            | 佐山聖子          | 馬引圭              | 宮古里沙、小川惠理 門智昭                                                                    | 1月22日        | 12月8日         | 3月12日         |
| 第118話 |          | 小雅的偶像活動               | 雅的偶像活動！                  | 大知慶一郎          | 兒玉兼嗣          | 藤井康晶            | 高橋晃                                                                                       | 1月29日        | 12月9日         | 3月19日         |
| 第119話 |          | 古典美女之舞！               | 古典美女之舞！                  | 野村祐一            | 川口敬一郎        | 山田浩之            | 磯野智、伊集院いづろ                                                                         | 2月5日         | 12月12日        | 3月19日         |
| 第120話 |          | Star情人節                   | STAR☆情人節                     | 高橋奈津子          | 戶部敦夫          | のがみかずお        | 酒井香澄、富澤佳也乃 中尾高之                                                                | 2月12日        | 12月13日        | 3月26日         |
| 第121話 |          | 約定                         | 約定！                          | 大知慶一郎          | 兒玉兼嗣          | 米田光宏            | 前澤弘美、岡野幸男 野上信也                                                                  | 2月19日        | 12月14日        | 3月26日         |
| 第122話 |          | 吸血鬼之謎                   | 吸血鬼之謎                      | 平見瞠 加藤陽一     | 角木肇            | 小坂春女            | 岡田洋奈、宮谷里沙                                                                           | 2月26日        | 12月16日        | 4月2日          |
| 第123話 |          | 春天的捧花                   | 春天的捧花                      | 山田由香            | 井內秀治          | 山地光人            | 石川惠理、渡部健一 高乗陽子、竹森由加                                                        | 3月5日         | 12月19日        | 4月2日          |
| 第124話 |          | 女王之花                     | 女王之花                        | 加藤陽一            | 川口敬一郎        | 藤井康晶            | 高橋晃                                                                                       | 3月12日        | 12月20日        | 4月9日          |
| 第125話 |          | 嚮往的前方                   | 嚮往的前方                      | 加藤陽一            | 木村隆一          | 南川達馬            | 酒井香澄、岡野幸男                                                                           | 3月19日        | 12月21日        | 4月9日          |
| 第126話 |          | 溫暖的休閒時光               | 溫暖的♪休閒時光                 | 野村祐一            | 佐山聖子          | 安藤尚也            | 前澤弘美、富澤佳也乃 松本美雪、鈴木萌 中村千秋                                               | 3月26日        | 12月22日        | 4月16日         |
| 第127話 |          | 星空之門                     | 星空之門☆                       | 高橋奈津子          | 佐藤照雄          | 佐藤照雄            | 宮谷里沙、鐮田均                                                                             | 4月2日         | 12月23日        | 4月16日         |
| 第128話 |          | 夢想中的表演                 | 夢幻表演秀                      | 山田由香            | 戶部敦夫          | のがみかずお        | 岡田洋奈、野上信也 南雲紋                                                                    | 4月9日         | 12月26日        | 4月23日         |
| 第129話 |          | 清淡的花道                   | 漫談的花道                      | 柿原優子            | 北村真咲          | 小坂春女            | 高橋晃                                                                                       | 4月16日        | 12月27日        | 4月23日         |
| 第130話 |          | 組合的魔法                   | 團體的魔法                      | 大知慶一郎          | 川口敬一郎        | 山地光人            | 重松晉一、赤尾良太郎 渡邊健一、石川惠理                                                      | 4月23日        | 12月28日        | 4月30日         |
| 第131話 |          | 閃耀的Dancing Diva           | 閃亮的Dancing Diva              | 柿原優子            | 兒玉兼嗣          | 米田光宏            | 酒井香澄、北原章雄                                                                           | 4月30日        | 12月29日        | 4月30日         |
| 第132話 |          | 熾熱的熱情 墨西哥辣椒        | 熾熱的熱情Jalapeno！            | 高橋奈津子          | 佐山聖子          | 山田浩之            | 志賀道憲、正金寺直子 伊集院いづろ                                                            | 5月7日         | 12月30日        | 5月7日          |
| 第133話 |          | Hello 新世界                 | Hello New World                 | 加藤陽一            | 五十嵐達也        | 五十嵐達也          | 前澤弘美、伊勢奈央子 岡野幸男                                                                | 5月14日        | 2017年 1月2日   | 5月7日          |
| 第134話 |          | 不自覺的跳躍                 | 忍不住Skips                     | 加藤陽一            | 戶部敦夫          | 藤井康晶            | 宮谷里沙、齋藤雅和                                                                           | 5月21日        | 1月3日          | 5月14日         |
| 第135話 |          | 世界的中心是心音！           | 世界的中心是心音！              | 山田由香            | 北村真咲          | 安藤尚也            | 高橋晃                                                                                       | 5月28日        | 1月4日          | 5月14日         |
| 第136話 |          | 它的名字叫甜軟撫子           | 名字就叫鬆甜☆撫子               | 大知慶一郎          | 川口敬一郎        | 吉田俊司            | 洪範錫、平田賢一                                                                             | 6月4日         | 1月5日          | 5月21日         |
| 第137話 |          | 令人興奮的組合盃             | 興奮的☆團體盃                   | 柿原優子            | 井內秀治          | 山地光人            | 石川惠理、渡部健一 竹森由加                                                                  | 6月11日        | 1月6日          | 5月21日         |
| 第138話 |          | 真性情的光彩                 | 素顏的光芒☆                     | 柿原優子            | 北村真咲          | のがみかずお        | 前澤弘美、鎌田均 鈴木萌                                                                      | 6月18日        | 1月9日          | 5月28日         |
| 第139話 |          | Johnny與新娘                 | 強尼與新娘                      | 山田由香            | 戶部敦夫          | 小坂春女            | しんぼたくろう                                                                               | 6月25日        | 1月10日         | 5月28日         |
| 第140話 |          | 偶像活動餐廳                 | 偶像活動餐廳                    | 高橋奈津子          | 兒玉兼嗣          | 藤井康晶            | 高橋晃                                                                                       | 7月2日         | 1月11日         | 6月4日          |
| 第141話 |          | 火辣少女                     | 火辣女孩！                      | 大知慶一郎          | 佐山聖子          | 米田光宏            | 酒井香澄、北原章雄                                                                           | 7月9日         | 1月12日         | 6月4日          |
| 第142話 |          | 想說一聲謝謝                 | 只想說謝謝                      | 山田由香            | 五十嵐達也        | 五十嵐達也          | 岡野幸男、齋藤雅和 三橋櫻子                                                                  | 7月16日        | 1月13日         | 6月11日         |
| 第143話 |          | 好可怕！？Summer Island      | 顫慄！？夏日樂園                | 野村佑一            | 佐藤照雄          | 佐藤照雄            | しんぼたくろう                                                                               | 7月23日        | 1月16日         | 6月11日         |
| 第144話 |          | 嚇一跳偶像大作戰             | 整人偶像大作戰！                | 柿原優子            | 龜井治            | 山地光人            | 石川惠理、竹森由加                                                                           | 7月30日        | 1月17日         | 6月18日         |
| 第145話 |          | 熱血的夏日祭典               | 火熱夏日祭典                    | 大知慶一郎          | 兒玉兼嗣          | 小坂春女            | 高橋晃                                                                                       | 8月6日         | 1月18日         | 6月18日         |
| 第146話 |          | 三個人再次走在一起           | 三人再度一起                    | 加藤陽一            | 北村真咲          | 吉田俊司            | 月岡英明、平田賢一                                                                           | 8月13日        | 1月19日         | 6月25日         |
| 第147話 |          | 閃耀的Luminas                | 閃亮的Luminas                   | 山田由香            | 北村真咲          | 山田浩之            | 阿部美佐緒、窪敏                                                                             | 8月20日        | 1月20日         | 6月25日         |
| 第148話 |          | 大星光學園祭開幕了           | 開幕，大星光學園祭☆             | 大知慶一郎          | 戶部敦夫          | 安藤尚也            | 前澤弘美、岡野幸男                                                                           | 8月27日        | 1月23日         | 7月2日          |
| 第149話 |          | 各種不同的色彩               | 不同調的色彩們                  | 野村佑一            | 佐山聖子          | 高橋正典            | 澀谷秀、寒川步                                                                               | 9月3日         | 1月24日         | 7月2日          |
| 第150話 |          | 星之情誼                     | 星之絆                          | 山田由香            | 川口敬一郎        | 藤井康晶            | 高橋晃                                                                                       | 9月10日        | 1月25日         | 7月9日          |
| 第151話 |          | 舞台的光芒                   | 舞台之光                        | 加藤陽一            | 佐藤照雄          | 佐藤照雄            | 酒井香澄、齋藤雅和                                                                           | 9月17日        | 1月26日         | 7月9日          |
| 第152話 |          | 不斷相遇的道路               | 延續相遇之路                    | 柿原優子            | 戶部敦夫          | のがみかずお        | 濱田勝、菊地功一                                                                             | 9月24日        | 1月27日         | 7月16日         |
| 第4部   |          |                              |                                 |                     |                   |                     |                                                                                              |                |                 |                 |
| 第153話 |          | 飛向廣闊的世界！             | 飛向寬廣的世界                  | 加藤陽一            | 五十嵐達也        | 米田光宏            | 鐮田均、宮谷里沙                                                                             | 10月1日        | 2021年 10月19日 | 7月23日         |
| 第154話 |          | 將馬鈴薯換成麥克風           | 將馬鈴薯換成麥克風              | 加藤陽一            | 北村真咲          | 山地光人            | 前澤弘美、鈴木萌                                                                             | 10月8日        | 10月20日        | 7月23日         |
| 第155話 |          | 心動卡數                     | 心動幾克拉                      | 大知慶一郎          | 戶部敦夫          | 小坂春女            | 高橋晃                                                                                       | 10月15日       | 10月26日        | 7月30日         |
| 第156話 |          | 你去京都吧                   | YOU！GO！KYOTO！                | 加藤陽一            | 北村真咲          | かわこしたかひろ    | 赤尾良太郎、德田夢之介 高橋瑞香                                                              | 10月22日       | 10月27日        | 7月30日         |
| 第157話 |          | 小惡魔意外                   | 小惡魔意外插曲                  | 山田由香            | 安藤尚也          | 安藤尚也            | 立花希望、しんぼたくろう 三橋櫻子                                                            | 10月29日       | 11月2日         | 8月6日          |
| 第158話 |          | 很想見你，在沖繩             | 好想見你，沖繩                  | 高橋奈津子          | 佐山聖子          | 山田浩之            | 阿部美佐緒、窪敏                                                                             | 11月5日        | 11月3日         | 8月6日          |
| 第159話 |          | 銀河星光                     | 銀河系☆星光                     | 野村祐一            | 佐藤照雄          | 佐藤照雄            | 酒井香澄、齋藤雅和 しんぼたくろう                                                            | 11月12日       | 11月9日         | 8月13日         |
| 第160話 |          | 夢想是完美偶像               | 夢想是成為完美偶像！            | 柿原優子            | 五十嵐達也        | 藤井康晶            | 高橋晃                                                                                       | 11月19日       | 11月10日        | 8月13日         |
| 第161話 |          | 大阪偶像故事                 | 大阪偶像故事                    | 加藤陽一            | 戶部敦夫          | のがみかずお        | 宮谷里沙、鐮田均                                                                             | 11月26日       | 11月16日        | 8月20日         |
| 第162話 |          | 勁爆狂熱                     | ☆驚慌失措☆                      | 山田由香            | 北村真咲          | 山地光人            | 濱田勝、菊地功一                                                                             | 12月3日        | 11月17日        | 8月20日         |
| 第163話 |          | Happiness Party              | Happiness Party                 | 大知慶一郎          | 伊藤良太          | 伊藤良太            | 北原章雄、前澤弘美 鈴木萌                                                                    | 12月10日       | 11月23日        | 8月27日         |
| 第164話 |          | 提前過新年                   | 提前過新年！                    | 野村祐一            | 米田光宏          | 米田光宏            | 三橋櫻子、立花希望                                                                           | 12月17日       | 11月24日        | 8月27日         |
| 第165話 |          | Luminas聖誕節                | Luminas☆聖誕節                  | 高橋奈津子          | 五十嵐達也        | 小坂春女            | 高橋晃                                                                                       | 12月24日       | 11月30日        | 9月3日          |
| 第166話 |          | 我找到的第一陣風             | 我最早尋覓的風                  | 加藤陽一            | 戶部敦夫          | 小坂春女            | 齋藤雅和、酒井香澄                                                                           | 2016年 1月7日  | 12月7日         | 9月3日          |
| 第167話 |          | 夢想素描簿                   | 夢想素描簿                      | 山田由香            | 佐山聖子          | 藤井康晶            | 德田夢之介、大原大 三井麻未                                                                  | 1月14日        | 12月1日         | 9月10日         |
| 第168話 |          | 同一條路與分岔路             | 同一條道路與分別之路            | 大知慶一郎          | 北村真咲          | 山田浩之            | 阿部美佐緒、柴田志朗                                                                         | 1月21日        | 12月8日         | 9月10日         |
| 第169話 |          | 雛姬奇蹟                     | 雛希奇蹟！                      | 野村祐一            | 安藤尚也          | 安藤尚也            | 前澤弘美、鈴木萌 宮谷里沙、三橋櫻子                                                          | 1月28日        | 12月14日        | 9月17日         |
| 第170話 |          | 偶像的力量                   | 偶像的力量                      | 加藤陽一            | 兒玉兼嗣          | 山地光人            | 高橋晃                                                                                       | 2月4日         | 12月15日        | 9月17日         |
| 第171話 |          | 最好的朋友                   | 最好的朋友                      | 高橋奈津子          | 北村真咲          | 小坂春女            | 濱田勝、菊地功一                                                                             | 2月11日        | 12月21日        | 9月24日         |
| 第172話 |          | 春季的夢想學園嘉年華         | 夢幻學院春季嘉年華！            | 大知慶一郎          | 戶部敦夫          | 藤井康晶            | 三橋櫻子、北原章雄                                                                           | 2月18日        | 12月22日        | 9月24日         |
| 第173話 |          | 雙重奇蹟                     | 雙重奇蹟☆                       | 山田由香            | 佐山聖子          | のがみかずお        | 酒井香澄、齋藤雅和                                                                           | 2月25日        | 12月28日        | 10月1日         |
| 第174話 |          | 屬於我的Move on now！        | 我的Move on now！               | 野村祐一            | 米田光宏          | 米田光宏            | 鈴木萌、前澤弘美                                                                             | 3月3日         | 12月29日        | 10月1日         |
| 第175話 |          | 想實現的                     | 想實現的                        | 山田由香            | 五十嵐達也        | 小坂春女            | 高橋晃                                                                                       | 3月10日        | 2022年 1月4日   | 10月8日         |
| 第176話 |          | 荊棘女王                     | 荊棘的女王                      | 大知慶一郎          | 北村真咲          | かわこしたかひろ    | 高橋瑞香、三井麻美                                                                           | 3月17日        | 1月5日          | 10月8日         |
| 第177話 |          | 奔向未來的現在                   | 朝向未來的現在                      | 加藤陽一            | 木村隆一          | 安藤尚也            | 立花希望、三橋櫻子                                                                           | 3月24日        | 1月11日         | 10月15日        |
| 第178話 |          | 最好的禮物                   | 最棒的禮物                      | 加藤陽一            | 木村隆一          | 木村隆一            | 矢口弘子、酒井香澄 鈴木萌、奧谷周子 渡邊健一、石川惠理 阿部慈光、齋藤雅和 中村友美、渡部里美 | 3月31日        | 1月12日         | 10月15日        |

#### 格言
| 話數    | 日文格言 | 香港翻譯格言                   | 台灣翻譯格言                  |
| 第1部   | 第1部    | 第1部                          | 第1部                         |
| ------- | -------- | ------------------------------ | ----------------------------- |
| 第1話   |          | 卡片可說是藝人的生命           | 卡片是演藝人員的生命          |
| 第2話   |          | 台上一分鐘，台下十年功         | 一切就看今天開始的課程學習了  |
| 第3話   |          | 特訓也是藝人的生命             | 特訓也是偶像的生命            |
| 第4話   |          | 記著要向著攝影機後面微笑       | 要對著攝影機的另一端微笑      |
| 第5話   |          | "Runway"是大家起飛的跑道       | 伸展台是所有人的跑道          |
| 第6話   |          | 簽名不要低著頭                 | 簽名時要抬頭                  |
| 第7話   |          | 好吃的東西要首先吃掉           | 好吃的東西一定要先吃掉        |
| 第8話   |          | 對手是成長的調味料             | 勁敵是成長的刺激來源          |
| 第9話   |          | Move On Now                    | Move On Now！                 |
| 第10話  |          | 大家都在別人看不見的地方努力中 | 在大家看不到的地方裡努力      |
| 第11話  |          | 愛就是力量                     | 愛就是力量！                  |
| 第12話  |          | 聖誕快樂                       | Merry Christmas！（聖誕快樂） |
| 第13話  | [ 27 ]   | 吃甜品會多一個胃來             | 甜食用另一個胃裝              |
| 第14話  |          | 即興演出要看氣氛               | 自由發揮要看現場氣氛          |
| 第15話  |          | 對偶像來說，時間就是生命       | 時間也是偶像的生命            |
| 第16話  |          | 特殊效果是舞台的精華           | 魅力秀是舞台之花              |
| 第17話  |          | 千萬不要怕失敗                 | 千萬別怕失敗！                |
| 第18話  |          | 要將心意注入朱古力             | 心意都在巧克力上              |
| 第19話  |          | 角色形象不是一天就塑造成的     | 角色形象不是一日就能塑造成    |
| 第20話  |          | 記住一定要小心隔牆有耳         | 小心隔牆有耳，隔窗有眼        |
| 第21話  |          | 團隊合作是很重要的             | 團隊精神很重要                |
| 第22話  |          | 喬裝要低調一點                 | 變裝要得宜                    |
| 第23話  |          | 時尚要由笑容做起               | 時尚從笑容開始                |
| 第24話  |          | 出門靠朋友                     | 旅途需要良伴                  |
| 第25話  |          | 事實比小說奇異得多             | 事實比小說更離奇              |
| 第26話  |          | 實力比外觀重要                 | 賞櫻要吃麻糬                  |
| 第27話  |          | 要享受偶像活動                 | 偶像活動要享受樂趣            |
| 第28話  |          | 睡不著就出去散步吧             | 無法入眠的時候就去散步        |
| 第29話  |          | 打招呼很重要的                 | 打招呼真的很重要              |
| 第30話  |          | 演唱會著重一體感               | 演唱會要有一體感              |
| 第31話  |          | 很懷念媽媽的味道               | 媽媽的口味令人難忘            |
| 第32話  |          | 兼職要量力而為                 | 同時接工作要適可為止          |
| 第33話  |          | 打傘一定要抓緊                 | 一定要牢牢抓住傘              |
| 第34話  |          | 海選也是一個舞台               | 試鏡也是舞台表演              |
| 第35話  |          | 面試要保持心境寧靜             | 面試要保持自然                |
| 第36話  |          | 讓大家知才有意思               | 能被看見星星才能發光          |
| 第37話  |          | 3個加起來就是Soleil            | 3人一起就是Soleil             |
| 第38話  |          | 盡情在競爭演唱會玩吧           | 用聯合演唱會炒熱氣氛          |
| 第39話  |          | 獅子的教育方式                 | 獅子推子入谷                  |
| 第40話  |          | 服裝要穿在人身上才算是完成     | 服裝要穿在人身上才叫完成      |
| 第41話  |          | 颱風可不是開玩笑的             | 颱風也很辛苦                  |
| 第42話  |          | 舒適的環境令人睡得更好         | 舒眠從床開始                  |
| 第43話  |          | 美味的笑容特別可愛             | 好吃的笑容最可愛              |
| 第44話  |          | 音樂會令人開心                 | 音樂就該開心                  |
| 第45話  |          | 偶爾讓自己休息一下             | 偶爾休息一下                  |
| 第46話  |          | Johnny閱歷最豐富               | 強尼也有歷史                  |
| 第47話  |          | 眼神和語言都可以傳達心意       | 眼神能傳達一切                |
| 第48話  |          | 偶像都喜歡懸崖                 | 偶像都喜歡懸崖！              |
| 第49話  |          | 覺得緊張時就微笑吧             | 緊張的時候更要笑              |
| 第50話  |          | 做偶像很開心                   | 當偶像很好玩                  |
| 第2部   |          |                                |                               |
| 第51話  |          | 卡片果然是藝人的生命           | 卡片果然是演藝人員的生命      |
| 第52話  |          | 一起來⋯                        | Come together                 |
| 第53話  |          | 聲音一直在進步                 | 聲音也在進化                  |
| 第54話  |          | 拍照要自然                     | 拍照的時候要自然              |
| 第55話  |          | 嘗試改變形象吧                 | 換個造型看看                  |
| 第56話  |          | 不能有太多秘密                 | 秘密可不能太多哦              |
| 第57話  |          | 愛以吉祥物靜心                 | 愛用療愈公仔來療愈            |
| 第58話  |          | 用跳舞來感受快樂               | 跳舞能讓人開心哦              |
| 第59話  |          | 吃朱古力靈光一閃               | 巧克的靈光一閃                |
| 第60話  |          | 替補也要全力以赴               | 替代人也要全力以赴            |
| 第61話  |          | 時尚是魔法                     | 時尚就是魔法                  |
| 第62話  |          | 派對最棒⋯                      | 派對最棒了                    |
| 第63話  |          | 過一個好年                     | 過個好年哦                    |
| 第64話  |          | 今年也要向前衝                 | 今年也要全力衝刺              |
| 第65話  |          | 最重要是想去做的決心           | 重視自己想成為合人的心        |
| 第66話  |          | 發掘其他人的出色之處           | 要發現美好的地方              |
| 第67話  |          | 配搭要有自己的個性             | 搭配要有自己的風格            |
| 第68話  |          | 要注重細節                     | 要重視自己的堅持              |
| 第69話  |          | 對重視的人要有待客之道         | 要好好款待重要的人            |
| 第70話  |          | 去挑戰全新的事物吧             | 挑戰看看全新的事吧            |
| 第71話  |          | 水是很重要的                   | 水真的很厲害                  |
| 第72話  |          | 同伴間的和諧                   | 與夥伴的協奏曲                |
| 第73話  |          | 要冷靜地確認                   | 別慌張要多確認                |
| 第74話  |          | 祝賀大家順利畢業               | 恭喜學姐畢業了                |
| 第75話  |          | 我們下次就這麼再去過吧         | 泡溫泉來暖身吧                |
| 第76話  |          | 千萬不要放棄挑戰               | 不可以放棄挑戰                |
| 第77話  |          | 施展特殊效果的時機             | 魅力秀在於時機                |
| 第78話  |          | 好好享受驚喜                   | 利用驚喜讓大家開心吧          |
| 第79話  |          | 拍檔就在那裡                   | 搭檔就在那裡                  |
| 第80話  |          | 偶像並不是一個人的             | 偶像不是孤單一個人            |
| 第81話  |          | 服裝配搭就是花束               | 搭配就像花束                  |
| 第82話  |          | 要跟拍檔好好溝通               | 應該多和夥伴溝通              |
| 第83話  |          | 色彩繽紛就是開心               | 色彩繽紛最幸福                |
| 第84話  |          | 令笑容綻放吧                   | 讓笑容綻放開來                |
| 第85話  |          | 武打要打得痛快                 | 武打動作要痛快                |
| 第86話  |          | 偶像活動就是跑步               | 偶像就該跑步                  |
| 第87話  |          | 工作時最美                     | 工作時的表情最美麗            |
| 第88話  |          | 機會不止一次呢                 | 機會不會只有一次              |
| 第89話  |          | 角色就是武器                   | 角色也是武器                  |
| 第90話  |          | 傑作由氣氛開始                 | 傑作也要從氣氛開始            |
| 第91話  |          | 熱鬧地踏上旅途                 | 開心地旅行吧                  |
| 第92話  |          | 快樂總是短暫                   | 快樂時光很短暫                |
| 第93話  |          | 千萬別輸給恐懼                 | 別被意外打敗了                |
| 第94話  |          | 名字可以體現人的個性           | 名字能表達內容                |
| 第95話  |          | 綻放吧，夢想                   | 讓夢想實現吧                  |
| 第96話  |          | 做作業要趁早                   | 作業要趁早寫                  |
| 第97話  |          | 星星不會消失                   | 星星不會消失                  |
| 第98話  |          | 共同合作夠新鮮                 | 結盟最新鮮                    |
| 第99話  |          | 透過口號發放光芒               | 用吆喝聲來發光                |
| 第100話 |          | 終點就是起點                   | 終點就是起點                  |
| 第101話 |          | 憧憬是一種力量                 | 崇拜就是力量                  |
| 第3部   |          |                                |                               |
| 第102話 |          | 一起進行偶像活動               | 大家都來偶像活動              |
| 第103話 |          | 千里之行，始於足下             | 千里之行，始於足下            |
| 第104話 |          | 用飾品來裝飾                   | 用髮飾來加分                  |
| 第105話 |          | 要學會稱讚別人                 | 要學會稱讚別人                |
| 第106話 |          | 享受萬聖節                     | 好好享受萬聖節                |
| 第107話 |          | 精選就是要堅持不妥協           | 精選服裝就該講究              |
| 第108話 |          | 品牌亦是世界觀                 | 品牌最注重世界觀              |
| 第109話 |          | 電視劇是另一面                 | 演戲時是另一個人              |
| 第110話 |          | 故鄉的風很熾熱                 | 家鄉的風很火熱                |
| 第111話 |          | 笑容將大家連接起來             | 笑容架起了橋梁                |
| 第112話 |          | 吃海苔飯會更情緒高漲           | 吃海苔便當提高幹勁            |
| 第113話 |          | Vivid與自我風格                | Vivid的自我流派               |
| 第114話 |          | 好好享受聖誕節                 | 好好享受聖誕節吧              |
| 第115話 |          | 和爸爸一起散步                 | 跟爸爸去散步                  |
| 第116話 |          | 雨天心情一樣開朗               | 下雨也有放晴的心情            |
| 第117話 |          | 喝一杯香草茶暖身吧             | 來溫熱身體吧                  |
| 第118話 |          | 精研偶像之道                   | 追求極致的偶像道              |
| 第119話 |          | 快寫信吧                       | 來寫信吧                      |
| 第120話 |          | 朱古力帶來幸福                 | 吃巧克力好幸福哦              |
| 第121話 |          | 舞台上再見                     | 我們舞台上再見吧              |
| 第122話 |          | 懸疑劇令你心跳加速             | 懸疑劇很扣人心弦              |
| 第123話 |          | 春天是朝日初升                 | 春天的曙光最棒                |
| 第124話 |          | 記得要提早收拾行李             | 行李要趁早整理好              |
| 第125話 |          | 你需要有朋友                   | 朋友不可缺                    |
| 第126話 |          | 穿出休閒氣氛                   | 穿便服享受休閒時光            |
| 第127話 |          | 新人要有氣勢                   | 新人要靠氣勢                  |
| 第128話 |          | 別忘記初衷                     | 勿忘初衷                      |
| 第129話 |          | 話題也是新鮮的好               | 談話的梗是活的                |
| 第130話 |          | 以組合來散發光芒               | 以團體展現光芒                |
| 第131話 |          | 休息是為了走更遠的路           | 為努力而休息                  |
| 第132話 |          | 做事靠直覺                     | 要相信直覺                    |
| 第133話 |          | 不要輸給懸崖                   | 別輸給懸崖                    |
| 第134話 |          | 來跳躍吧                       | 一起來跳躍                    |
| 第135話 |          | 世界很大的                     | 世界很寬廣                    |
| 第136話 |          | 大家一起展露活力吧             | 用鬆田來炒熱氣氛              |
| 第137話 |          | 靠熱情克服困難                 | 以熱情來超越                  |
| 第138話 |          | 找東西要從腳邊找起             | 要找東西就從身邊開始          |
| 第139話 |          | 新婚快樂⋯                      | Happy Wedding                 |
| 第140話 |          | 美味又幸福                     | 美食讓人幸福                  |
| 第141話 |          | 辣得很火熱                     | 辣得讓人火熱                  |
| 第142話 |          | 說聲謝謝作為禮物               | 把謝謝送給妳                  |
| 第143話 |          | 靈異故事很可怕                 | 怪奇現象讓人緊張              |
| 第144話 |          | 上作弄節目嚇一跳               | 整人讓人嚇一跳                |
| 第145話 |          | 穿上浴衣約會去                 | 穿浴衣去遊玩                  |
| 第146話 |          | 機會一定會來到                 | 機會一定會來                  |
| 第147話 |          | 閃耀的光芒就在這裡             | 光芒就在那裡                  |
| 第148話 |          | 不用緊張，放開一點             | 祭典就該熱鬧                  |
| 第149話 |          | 吃飯可以補充元氣               | 吃飯才會有活力                |
| 第150話 |          | 偶爾走走路吧                   | 偶爾也該走走路                |
| 第151話 |          | 施展組合效果需要合作           | 舞台表演需要默契              |
| 第152話 |          | 但是偶像活動會繼續⋯            | 但偶像活動還會繼續            |
| 第4部   |          |                                |                               |
| 第178話 |          | 謝謝大家支持⋯                  | 謝謝大家                      |

### 播放電視台
| 播放地區       | 播放電視台               | 播放日期 | 播放時間（UTC+9）                                                           | 所屬聯播網          | 備註                                                                  |
| 第1部          | 第1部                    | 第1部 | 第1部                                                                       | 第1部               | 第1部                                                                 |
| -------------- | ------------------------ | --- | --------------------------------------------------------------------------- | ------------------- | --------------------------------------------------------------------- |
| 關東廣域圈     | 東京電視台               | 2012年10月8日－2013年3月25日 2013年4月4日－9月26日                                                                                            | 星期一 19:30－20:00 星期四 18:00－18:30                                     | 東京電視網          | 製作局 有字幕                                                         |
| 北海道         | TV北海道                 | 2012年10月8日－2013年3月25日 2013年4月4日－9月26日                                                                                            | 星期一 19:30－20:00 星期四 18:00－18:30                                     | 東京電視網          | 有字幕 同時網                                                         |
| 愛知縣         | 愛知電視台               | 2012年10月8日－2013年3月25日 2013年4月4日－9月26日                                                                                            | 星期一 19:30－20:00 星期四 18:00－18:30                                     | 東京電視網          | 有字幕 同時網                                                         |
| 大阪府         | 大阪電視台               | 2012年10月8日－2013年3月25日 2013年4月4日－9月26日                                                                                            | 星期一 19:30－20:00 星期四 18:00－18:30                                     | 東京電視網          | 有字幕 同時網                                                         |
| 岡山縣、香川縣 | 瀨戶內電視台             | 2012年10月8日－2013年3月25日 2013年4月4日－9月26日                                                                                            | 星期一 19:30－20:00 星期四 18:00－18:30                                     | 東京電視網          | 有字幕 同時網                                                         |
| 福岡縣         | TVQ九州放送              | 2012年10月8日－2013年3月25日 2013年4月4日－9月26日                                                                                            | 星期一 19:30－20:00 星期四 18:00－18:30                                     | 東京電視網          | 有字幕 同時網                                                         |
| 日本全國       | BS JAPAN                 | 2012年10月13日－2013年3月30日 2013年4月8日－9月30日                                                                                           | 星期六 13:30－14:00 星期一 17:00－17:30                                     | 東京電視網 衛星電視 |                                                                       |
| 日本全國       | 萬代頻道                 | 2012年10月20日－2013年3月30日 2013年4月8日－9月30日                                                                                           | 星期六 14:00 更新 星期一 18:00 更新                                         | 網路電視            | 10月20日第1、2話同時配信 第1話免費配信，第2話起更新後一星期內免費配信 |
| 日本全國       | GyaO!                    | 2012年10月20日－2013年3月30日 2013年4月8日－9月30日                                                                                           | 星期六 14:00 更新 星期一 18:00 更新                                         | 網路電視            | 配給元：萬代頻道 最新話一星期內免費配信                               |
| 日本全國       | AT-X                     | 2012年10月22日－2013年10月7日 | 星期一 23:00－23:30                                                         | 衛星電視            | 有重播                                                                |
| 滋賀縣         | 琵琶湖放送               | 2013年3月23日－4月6日 2013年5月2日－2014年1月16日                                                                                             | 星期六 15:00－17:00 星期四 17:15－17:45                                     | 獨立UHF局           |                                                                       |
| 和歌山縣       | 和歌山電視台             | 2013年4月22日－2014年3月31日 | 星期一 17:30－18:00                                                         | 獨立UHF局           |                                                                       |
| 新潟縣         | 新潟綜合電視台           | 2013年5月4日－10月19日 | 星期六 10:00－10:30                                                         | 富士電視網          | 第26話起開始播放                                                      |
| 廣島縣         | 廣島HOME電視台           | 2013年5月5日－10月20日 | 星期日 6:00－6:30                                                           | 朝日電視網          | 第26話起開始播放                                                      |
| 靜岡縣         | 靜岡朝日電視台           | 2013年5月11日－11月9日 | 星期六 6:15－6:45                                                           | 朝日電視網          | 第26話起開始播放                                                      |
| 山形縣         | 山形放送                 | 2013年10月3日－2014年3月20日 2014年10月5日－ 2015年4月5日                                                                                     | 星期四 16:00－16:30 星期日 6:30－7:00                                       | 日本電視網          | 只播到第24話 第25話起開始播放                                         |
| 日本全國       | 迪士尼頻道               | 2014年5月6日－7月14日 | 星期一至五 16:00－16:30                                                     | 衛星電視            | 有重播                                                                |
| 第2部          |                          | |                                                                             |                     |                                                                       |
| 關東廣域圈     | 東京電視台               | 2013年10月3日－2014年9月25日 | 星期四 18:00－18:30                                                         | 東京電視網          | 製作局 有字幕                                                         |
| 北海道         | TV北海道                 | 2013年10月3日－2014年9月25日 | 星期四 18:00－18:30                                                         | 東京電視網          | 有字幕 同時網                                                         |
| 愛知縣         | 愛知電視台               | 2013年10月3日－2014年9月25日 | 星期四 18:00－18:30                                                         | 東京電視網          | 有字幕 同時網                                                         |
| 大阪府         | 大阪電視台               | 2013年10月3日－2014年9月25日 | 星期四 18:00－18:30                                                         | 東京電視網          | 有字幕 同時網                                                         |
| 岡山縣、香川縣 | 瀨戶內電視台             | 2013年10月3日－2014年9月25日 | 星期四 18:00－18:30                                                         | 東京電視網          | 有字幕 同時網                                                         |
| 福岡縣         | TVQ九州放送              | 2013年10月3日－2014年9月25日 | 星期四 18:00－18:30                                                         | 東京電視網          | 有字幕 同時網                                                         |
| 日本全國       | BS JAPAN                 | 2013年10月7日－2014年9月29日 | 星期一 17:00－17:30                                                         | 東京電視網 衛星電視 |                                                                       |
| 日本全國       | 萬代頻道                 | 2013年10月7日－2014年9月29日 | 星期一 18:00 更新                                                           | 網路電視            | 最新話一星期內免費配信                                                |
| 日本全國       | GyaO!                    | 2013年10月7日－2014年9月29日 | 星期一 18:00 更新                                                           | 網路電視            | 配給元：萬代頻道 最新話一星期內免費配信                               |
| 福島縣         | 福島電視台               | 2013年10月10日－2014年10月2日 | 星期四 15:26－15:56                                                         | 富士電視網          | 第1部未播放                                                           |
| 日本全國       | AT-X                     | 2013年10月14日－12月30日 2014年1月7日－9月30日                                                                                                | 星期一 23:00－23:30 星期二 20:30－21:00                                     | 衛星電視            | 有重播                                                                |
| 新潟縣         | 新潟綜合電視台           | 2013年10月26日－2014年10月18日 | 星期六 10:30－11:00                                                         | 富士電視網          |                                                                       |
| 廣島縣         | 廣島HOME電視台           | 2013年10月27日－2014年10月12日 | 星期日 6:00－6:30                                                           | 朝日電視網          |                                                                       |
| 靜岡縣         | 靜岡朝日電視台           | 2013年11月16日－2014年11月15日 | 星期六 6:15－6:45                                                           | 朝日電視網          |                                                                       |
| 滋賀縣         | 琵琶湖放送               | 2014年1月23日－2015年1月8日 | 星期四 17:15－17:45                                                         | 獨立UHF局           |                                                                       |
| 和歌山縣       | 和歌山電視台             | 2014年4月7日－2015年3月23日 | 星期一 17:30－18:00                                                         | 獨立UHF局           |                                                                       |
| 日本全國       | 迪士尼頻道               | 2015年2月10日－5月5日 | 星期一至五 16:00－16:30                                                     | 衛星電視            | 有重播                                                                |
| 山形縣         | 山形放送                 | 2015年4月12日－9月27日 2015年10月10日－2016年4月23日                                                                                          | 星期日 6:30－7:00 星期六 5:30－5:59                                         | 日本電視網          |                                                                       |
| 第3部          |                          | |                                                                             |                     |                                                                       |
| 關東廣域圈     | 東京電視台               | 2014年10月2日－2015年3月26日 2015年4月2日－9月24日                                                                                            | 星期四 18:00－18:30 星期四 18:30－19:00                                     | 東京電視網          | 製作局 有字幕                                                         |
| 北海道         | TV北海道                 | 2014年10月2日－2015年3月26日 2015年4月2日－9月24日                                                                                            | 星期四 18:00－18:30 星期四 18:30－19:00                                     | 東京電視網          | 有字幕 同時網                                                         |
| 愛知縣         | 愛知電視台               | 2014年10月2日－2015年3月26日 2015年4月2日－9月24日                                                                                            | 星期四 18:00－18:30 星期四 18:30－19:00                                     | 東京電視網          | 有字幕 同時網                                                         |
| 大阪府         | 大阪電視台               | 2014年10月2日－2015年3月26日 2015年4月2日－9月24日                                                                                            | 星期四 18:00－18:30 星期四 18:30－19:00                                     | 東京電視網          | 有字幕 同時網                                                         |
| 岡山縣、香川縣 | 瀨戶內電視台             | 2014年10月2日－2015年3月26日 2015年4月2日－9月24日                                                                                            | 星期四 18:00－18:30 星期四 18:30－19:00                                     | 東京電視網          | 有字幕 同時網                                                         |
| 福岡縣         | TVQ九州放送              | 2014年10月2日－2015年3月26日 2015年4月2日－9月24日                                                                                            | 星期四 18:00－18:30 星期四 18:30－19:00                                     | 東京電視網          | 有字幕 同時網                                                         |
| 日本全國       | BS JAPAN                 | 2014年10月6日－2015年3月30日 2015年4月6日－9月28日                                                                                            | 星期一 17:00－17:30 星期一 17:00－17:29                                     | 東京電視網 衛星電視 |                                                                       |
| 日本全國       | 萬代頻道                 | 2014年10月6日－2015年9月28日 | 星期一 18:00 更新                                                           | 網路電視            | 最新話一星期內免費配信                                                |
| 日本全國       | GyaO!                    | 2014年10月6日－2015年9月28日 | 星期一 18:00 更新                                                           | 網路電視            | 配給元：萬代頻道 最新話一星期內免費配信                               |
| 日本全國       | AT-X                     | 2014年10月7日－2015年3月31日 2015年4月7日－9月29日                                                                                            | 星期二 20:30－21:00 星期二 21:30－22:00                                     | 衛星電視            | 有重播                                                                |
| 福島縣         | 福島電視台               | 2014年10月9日－2015年3月26日 2015年4月2日－10月1日                                                                                            | 星期四 15:26－15:56 星期四 15:25－15:55                                     | 富士電視網          |                                                                       |
| 廣島縣         | 廣島HOME電視台           | 2014年10月19日－2015年10月4日 | 星期日 6:00－6:30                                                           | 朝日電視網          |                                                                       |
| 新潟縣         | 新潟綜合電視台           | 2014年10月25日－2015年10月17日 | 星期六 10:30－11:00                                                         | 富士電視網          |                                                                       |
| 靜岡縣         | 靜岡朝日電視台           | 2014年11月22日－ 2015年3月28日 | 星期六 6:15－6:45                                                           | 朝日電視網          | 只播到第120話                                                         |
| 滋賀縣         | 琵琶湖放送               | 2015年1月15日－3月26日 2015年4月2日－12月31日                                                                                                 | 星期四 17:15－17:45 星期四 17:30－18:00                                     | 獨立UHF局           |                                                                       |
| 長崎縣         | 長崎放送                 | 2015年2月1日－2016年1月24日 | 星期日 5:45 - 6:15                                                          | TBS系列             | 第1部、第2部未播放                                                    |
| 和歌山縣       | 和歌山電視台             | 2015年3月30日－2016年3月14日 | 星期一 17:30－18:00                                                         | 獨立UHF局           |                                                                       |
| 日本全國       | 迪士尼頻道               | 2015年7月20日－9月28日 | 星期一至五 16:00－16:30                                                     | 衛星電視            | 有重播                                                                |
| 山形縣         | 山形放送                 | 2016年4月30日－2017年4月15日 | 星期六 5:30－5:59                                                           | 日本電視網          |                                                                       |
| 第4部          |                          | |                                                                             |                     |                                                                       |
| 關東廣域圈     | 東京電視台               | 2015年10月1日－2016年3月31日 | 星期四 18:30－19:00                                                         | 東京電視網          | 製作局 有字幕                                                         |
| 北海道         | TV北海道                 | 2015年10月1日－2016年3月31日 | 星期四 18:30－19:00                                                         | 東京電視網          | 有字幕 同時網                                                         |
| 愛知縣         | 愛知電視台               | 2015年10月1日－2016年3月31日 | 星期四 18:30－19:00                                                         | 東京電視網          | 有字幕 同時網                                                         |
| 大阪府         | 大阪電視台               | 2015年10月1日－2016年3月31日 | 星期四 18:30－19:00                                                         | 東京電視網          | 有字幕 同時網                                                         |
| 岡山縣、香川縣 | 瀨戶內電視台             | 2015年10月1日－2016年3月31日 | 星期四 18:30－19:00                                                         | 東京電視網          | 有字幕 同時網                                                         |
| 福岡縣         | TVQ九州放送              | 2015年10月1日－2016年3月31日 | 星期四 18:30－19:00                                                         | 東京電視網          | 有字幕 同時網                                                         |
| 日本全國       | BS JAPAN                 | 2015年10月5日－2016年4月4日 | 星期一 17:00－17:29                                                         | 東京電視網 衛星電視 |                                                                       |
| 日本全國       | 萬代頻道                 | 2015年10月5日－2016年4月4日 | 星期一 18:00 更新                                                           | 網路電視            | 最新話一星期內免費配信                                                |
| 日本全國       | AT-X                     | 2015年10月6日－2016年4月5日 | 星期二 21:30－22:00                                                         | 衛星電視            | 有重播                                                                |
| 福島縣         | 福島電視台               | 2015年10月8日－2016年4月7日 | 星期四 15:25－15:55                                                         | 富士電視網          |                                                                       |
| 日本全國       | GyaO!                    | 2015年10月8日 2015年10月12日－2016年4月4日 | 星期四更新 星期一 18:00 更新                                                | 網絡電視            | 配給元：萬代頻道 最新話一星期內免費配信                               |
| 廣島縣         | 廣島HOME電視台           | 2015年10月11日－2016年4月10日 | 星期日 6:00－6:30                                                           | 朝日電視網          |                                                                       |
| 新潟縣         | 新潟綜合電視台           | 2015年10月24日－2016年3月26日 2016年4月2日－4月30日                                                                                           | 星期六 10:30－11:00 星期六 11:15－11:45                                     | 富士電視網          |                                                                       |
| 滋賀縣         | 琵琶湖放送               | 2016年1月7日－6月30日 | 星期四 17:30－18:00                                                         | 獨立UHF局           |                                                                       |
| 和歌山縣       | 和歌山電視台             | 2016年3月21日－9月12日 | 星期一 17:30－18:00                                                         | 獨立UHF局           |                                                                       |
| 山形縣         | 山形放送                 | 2017年4月22日－10月14日 | 星期六 5:30－5:59                                                           | 日本電視網          |                                                                       |
| 日本國外       |                          | |                                                                             |                     |                                                                       |
| 香港           | 翡翠台                   | 2014年1月7日－7月8日（第一季） 2015年1月7日－7月1日（第二季） 2016年11月17日－2017年1月27日（第三季） 2021年10月19日－2022年1月12日（第四季） | 星期二、三 17:20－17:50（第一、二、四季） 星期一至五 16:15－16:45（第三季） | 地面電視            | UTC+8 粵日雙語，可選字幕                                              |
| 香港           | TVB兒童台                | 2014年8月19日－10月27日（第一季） | 星期一至五 07:30－08:00                                                     | 衛星電視            | UTC+8                                                                 |
| 台灣           | 東森幼幼台（第一、二季)  | 2014年10月17日－2015年9月25日（第一季） 2015年10月4日－2016年4月3日（第二季）                                                                 | 星期五 18:00－18:30（第一季） 星期日 16:00－17:00（第二季）                 | 有線電視            | UTC+8 國語配音，中文字幕                                              |
| 台灣           | MOMO親子台（第三、四季） | 2017年1月22日－7月16日（第三季） 2017年7月23日－10月15日（第四季）                                                                            | 星期日 17:00－18:00（第三季） 星期日 18:00－19:00（第四季）                 | 有線電視            | UTC+8 國語配音，中文字幕                                              |

### 關連商品

#### BD／DVD
| 卷                        | 發售日        | 收錄集            | 規格產品編號 | 規格產品編號 | 初回封入限定特典                                                          | 租賃版的對應卷（發售日／規格編號）                                        |
| 卷                        | 發售日        | 收錄集            | BD           | DVD | 初回封入限定特典                                                          | 租賃版的對應卷（發售日／規格編號）                                        |
| 第1部                     | 第1部         | 第1部             | 第1部        | 第1部 | 第1部                                                                     | 第1部                                                                     |
| ------------------------- | ------------- | ----------------- | ------------ | --- | ------------------------------------------------------------------------- | ------------------------------------------------------------------------- |
| 1                         | 2013年3月2日  | 第1話 - 第2話     |              | BIBA-8251 | DVD Original Aikatsu！Card「ガーリーいちごリボン」                        | 第1卷（2013年3月2日／48DRJ-11121）                                        |
| 2                         | 2013年4月2日  | 第3話 - 第8話     | BIBA-8252    | DVD Original Design Aikatsu！Card「エメラルドサイバーワンピース」                                                                             | 第2卷（2013年4月2日／68DRJ-11122） 第3卷（2013年5月2日／68DRJ-11123）     |                                                                           |
| 3                         | 2013年6月4日  | 第9話 - 第14話    | BIBA-8253    | DVD Original Design Aikatsu！Card「ホワイトサイバーノースリーブ」                                                                             | 第4卷（2013年6月4日／68DRJ-11124） 第5卷（2013年7月2日／68DRJ-11125）     |                                                                           |
| 4                         | 2013年7月2日  | 第15話 - 第20話   | BIBA-8254    | DVD Original Design Aikatsu！Card「ガーリーいちごワンピ」                                                                                     | 第6卷（2013年8月2日／68DRJ-11126） 第7卷（2013年9月3日／68DRJ-11127）     |                                                                           |
| 5                         | 2013年9月3日  | 第21話 - 第26話   | BIBA-8255    | DVD Original Design Aikatsu！Card「ガーリーいちごブーツ」                                                                                     | 第8卷（2013年10月2日／68DRJ-11128） 第9卷（2013年10月2日／68DRJ-11129）   |                                                                           |
| 6                         | 2013年10月2日 | 第27話 - 第32話   | BIBA-8256    | DVD Original Design Aikatsu！Card「エンジェリーベアリボン」（いちごちゃん初CM撮影Ver.）                                                       | 第10卷（2013年11月2日／68DRJ-11130） 第11卷（2013年11月2日／68DRJ-11131） |                                                                           |
| 7                         | 2013年12月3日 | 第33話 - 第38話   | BIBA-8257    | DVD Original Design Aikatsu！Card「マゼンダトリオワンピ・トライスターハイヒール・ トライスターヘアコサージュ」（トライスターコーデ3枚セット） | 第12卷（2013年12月3日／68DRJ-11132） 第13卷（2013年12月3日／68DRJ-11133） |                                                                           |
| 8                         | 2014年1月7日  | 第39話 - 第44話   | BIBA-8258    | DVD Original Design Aikatsu！Card「サンシャインワンピース・サニーブーツ・ サニーカチューシャ」（ソレイユコーデ3枚セット）                     | 第14卷（2014年1月7日／68DRJ-11134） 第15卷（2014年1月7日／68DRJ-11135）   |                                                                           |
| 9                         | 2014年2月4日  | 第45話 - 第50話   | BIBA-8259    | DVD Original Design Aikatsu！Card「スターライトティアラ」（スターライトクイーンカップ決勝Ver.）                                               | 第16卷（2014年2月4日／68DRJ-11136） 第17卷（2014年2月4日／68DRJ-11137）   |                                                                           |
| BOX 1                     | 2014年11月5日 | 第1話 - 第25話    | BIXA-9491    | |                                                                           |                                                                           |
| BOX 2                     | 2015年2月3日  | 第26話 - 第50話   | BIXA-9492    | |                                                                           |                                                                           |
| 第2部                     |               |                   |              | |                                                                           |                                                                           |
| 1                         | 2014年3月4日  | 第51話 - 第52話   | BIBA-8421    | BIBA-8421（DVD） BIXA-1101（BD） | Original Aikatsu！Card「フリーズユニオントップス」                        | 第18卷（2014年3月4日／48DRJ-11218）                                       |
| 2                         | 2014年4月1日  | 第53話 - 第58話   | BIBA-8422    | BIBA-8422（DVD） BIXA-1102（BD） | Original Aikatsu！Card「フリーズユニオンスカート」                        | 第18卷（2014年4月1日／48DRJ-11210） 第19卷（2014年4月1日／68DRJ-11211）   |
| 3                         | 2014年6月3日  | 第59話 - 第63話   | BIBA-8423    | BIBA-8423（DVD） BIXA-1103（BD） | Original Aikatsu！Card「フリーズユニオンスカート」                        | 第21卷（2014年6月3日／68DRJ-11221） 第22卷（2014年7月2日／68DRJ-11222）   |
| 4                         | 2014年7月2日  | 第65話 - 第70話   | BIXA-1104    | BIBA-8424 | 「ホーリーサファイアボレロ」                                              | 第23卷（2014年8月2日／68DRJ-11221） 第24卷（2014年9月2日／68DRJ-11222）   |
| 5                         | 2014年9月2日  | 第71話 - 第76話   | BIXA-1105    | BIBA-8425 | 「ホーリーサファイアスカート」                                            | 第25卷（2014年10月2日／68DRJ-11223） 第26卷（2014年10月2日／68DRJ-11224） |
| 6                         | 2014年10月2日 | 第77話 - 第82話   | BIXA-1106    | BIBA-8426 | 「ホーリーサファイアブーツ」                                              | 第27卷（2014年11月5日／68DRJ-11225） 第28卷（2014年11月5日／68DRJ-11226） |
| 7                         | 2014年12月2日 | 第83話 - 第88話   | BIXA-1107    | BIBA-8427 | 「フォークロアアラベスクワンピ」                                          | 第29卷（2014年12月2日／68DRJ-11227） 第30卷（2014年12月2日／68DRJ-11228） |
| 8                         | 2015年1月6日  | 第89話 - 第94話   | BIXA-1108    | BIBA-8428 | 「フォークロアアラベスクニットブーツ」                                    | 第31卷 第32卷                                                             |
| 9                         | 2015年2月3日  | 第95話 - 第101話  | BIXA-1109    | BIBA-8429 | 「パープルウールコサージュ」                                              | 第33卷 第34卷                                                             |
| 第3部（Akari Generation） |               |                   |              | |                                                                           |                                                                           |
| BOX 1                     | 2015年4月2日  | 第102話 - 第114話 | BIXA-9521    | |                                                                           |                                                                           |
| BOX 2                     | 2015年7月2日  | 第115話 - 第126話 | BIXA-9522    | |                                                                           |                                                                           |
| BOX 3                     | 2015年10月2日 | 第127話 - 第139話 | BIXA-9523    | |                                                                           |                                                                           |
| BOX 4                     | 2016年1月6日  | 第140話 - 第152話 | BIXA-9524    | |                                                                           |                                                                           |
| BOX 5                     | 2016年4月2日  | 第153話 - 第165話 | BIXA-9525    | |                                                                           |                                                                           |
| BOX 6                     | 2016年7月2日  | 第166話 - 第178話 | BIXA-9526    | |                                                                           |                                                                           |
| 1                         | 2015年3月3日  | 第102話 - 第104話 |              | BIBA-2631 |                                                                           |                                                                           |
| 2                         | 2015年4月2日  | 第105話 - 第110話 | BIBA-2632    | |                                                                           |                                                                           |
| 3                         | 2015年6月2日  | 第111話 - 第116話 | BIBA-2633    | |                                                                           |                                                                           |
| 4                         | 2015年7月2日  | 第117話 - 第122話 | BIBA-2634    | |                                                                           |                                                                           |
| 5                         | 2015年9月2日  | 第123話 - 第128話 | BIBA-2635    | |                                                                           |                                                                           |
| 6                         | 2015年10月2日 | 第129話 - 第134話 | BIBA-2636    | |                                                                           |                                                                           |
| 7                         | 2015年12月2日 | 第135話 - 第140話 | BIBA-2637    | |                                                                           |                                                                           |
| 8                         | 2016年1月6日  | 第141話 - 第146話 | BIBA-2638    | |                                                                           |                                                                           |
| 9                         | 2016年2月2日  | 第147話 - 第152話 | BIBA-2639    | |                                                                           |                                                                           |
| 10                        | 2016年3月2日  | 第153話 - 第158話 | BIBA-2700    | |                                                                           |                                                                           |
| 11                        | 2016年4月2日  | 第159話 - 第165話 | BIBA-2701    | |                                                                           |                                                                           |
| 12                        | 2016年6月2日  | 第166話 - 第171話 | BIBA-2702    | |                                                                           |                                                                           |
| 13                        | 2016年7月2日  | 第172話 - 第178話 | BIBA-2703    | |                                                                           |                                                                           |

#### CD
| 標題 | 發售日         | 規格產品編號 | 收錄曲 |
| --- | -------------- | ------------ | --- |
| Signalize、 カレンダーガール                                                                            | 2012年11月21日 | LACM-14013   | Signalize、カレンダーガール（內付Off Vocal） |
| First Live！                                                                                            | 2012年12月26日 | LACM-14042   | アイドル活動！、Move on now！、Angel Snow（內付Off Vocal） |
| Second Show！                                                                                           | 2013年1月30日  | LACM-14048   | Growing for a dream、prism spiral、Trap of Love（內付Off Vocal） |
| Third Action！                                                                                          | 2013年2月27日  | LACM-14049   | 真夜中のスカイハイ、Thrilling Dream、硝子ドール（內付Off Vocal） |
| ダイヤモンドハッピー、 ヒラリ／ヒトリ／キラリ                                                           | 2013年6月26日  | LACM-14099   | ダイヤモンドハッピー、ヒラリ／ヒトリ／キラリ（內付Off Vocal） |
| Fourth Party！                                                                                          | 2013年6月26日  | LACA-15306   | fashion check！、Take Me Higher、放課後ポニーテール、G線上のShining Sky、右回りWonderland、同じ地球のしあわせに、Wake up my music、Moonlight destiny |
| オリジナルサウンドトラック Aikatsu！的音樂！！01                                                        | 2013年9月25日  | LACA-15342   | 也有收錄劇中使用的BGM、動畫使用的「アリスブルーのキス」TV Ver. |
| KIRA☆Power／ORIGINAL STAR☆彡                                                                            | 2013年10月23日 | LACM-14144   | KIRA☆Power、ORIGINAL STAR☆彡（內付Off Vocal） |
| HI・KA・RI Shining♪                                                                                     | 2013年12月14日 | GBSC-0007    | アイドル活動！、KIRA☆Power、Trap of Love、カレンダーガールのヒカリVer. アイドル活動！的光&蘭Ver之ShortSize（內付Off Vocal） アイカツ！オフィシャルショップ限定發售。 |
| COOL MODE                                                                                               | 2013年12月21日 | LACM-14170   | アイドル活動！（Ver.Rock）、新・チョコレート事件、We wish you a merry Christmas AIKATSU Ver.（內付Off Vocal） |
| Sexy Style                                                                                              | 2014年2月26日  | LACM-14202   | Kira･pata･shining、マジカルタイム、Dance in the rain（內付Off Vocal） |
| Calender Girls                                                                                          | 2014年4月9日   | LACA-9350    | Signalize!、Move on now!、アイドル活動！、Growing for a dream、Prism spiral Trap of Lovev放課後ポニーテール、同じ地球のしあわせに、硝子ドール、Take Me Higher、ヒラリ／ヒトリ／キラリ、アリスブルーのキス ダイアモンドハッピー、真夜中のスカイハイ、Thrilling Dream、G線上のShining Sky、右回りWonderland Angel Snow、fashin check!、Wake up my music・Moonlight destiny、アイドル活動、カレンダーガール                       |
| SHINING LINE*／Precious                                                                                 | 2014年4月30日  | LACM-14227   | SHINING LINE*、Precious |
| POP ASSORT                                                                                              | 2014年6月25日  | LACA-15421   | 笑顔のSuncatcher、CHU-CHU♡RAINBOW、Sweet Sp!ce、永遠の灯、オーロラプリンセス、ミトレジャーノ！、アイドル活動！、キラキラデイズ（內付Off Vocal） |
| アイカツ！の音楽！！02                                                                                  | 2014年8月27日  | LACA-15442   | KIRA☆Power、SHINING LINE*、オリジナルスター☆彡、Precious（各TV-size） |
| Cute Look                                                                                               | 2014年9月24日  | LACA-15456   | ハッピィクレッシェンド、オトナモード、stranger alien、アラビアンロマンス、ハートのメロディー、ダンシング☆ベイビー、フレンド、KIRA☆Power 〜ドリームアカデミー Ver.〜（內付Off Vocal） |
| Du-Du-Wa DO IT!!／Good morning my dream                                                                 | 2014年10月22日 | LACM-14275   | Du-Du-Wa DO IT!!、Good morning my dream、Let's アイカツ！（內付Off Vocal） |
| アイカツ！の音楽！！03                                                                                  | 2014年12月13日 | LACA-9374/5  | 收錄了劇中使用的BGM |
| 輝きのエチュード                                                                                        | 2014年12月13日 | LACM-14295   | 輝きのエチュード、SHINING LINE* ～スターライト Ver.～、Let’s アイカツ! ～いちご・美月・あかり Ver.～・アイカツ! エンディングメドレー ～PandaBoY MIX～、輝きのエチュード（OFF VOCAL） |
| Shining Star*                                                                                           | 2015年2月11日  | LACA-9380/1  | KIRA☆Power、アイドル活動！（Ver.ROCK）、マジカルタイム、アラビアンロマンス、オーロラプリンセス、 オトナモード、笑顔のSuncatcher、永遠の灯、stranger alien、Dance in the rain、オリジナルスター☆彡 ハッピィクレッシェンド、Sweet Sp!ce、Kira･pata･shining、ミトレジャーノ、新･チョコレート事件、 CHU-CHU♡RAINBOW、ダンシング☆ベイビー、ハートのメロディー、アイドル活動！、Precious、フレンド、SHINING LINE* ～ALL STARS Ver.～ |
| Beautiful Song                                                                                          | 2015年2月25日  | LACM-14316   | 「タルト・タタン」、Passion Flower、はろー! Winter Love♪（內付Off Vocal） |
| Lovely Party Collection／チュチュ・バレリーナ                                                           | 2015年4月29日  | LACM-14343   | Lovely Party Collection・「チュチュ・バレリーナ」（Off Vocal付き） |
| START DASH SENSATION／lucky train!                                                                      | 2015年10月28日 | LACM-14408   | START DASH SENSATION・lucky train!（Off Vocal付き） |
| アイカツ! フォトonステージ!! シングルシリーズ01「カメレオントーク★」                                    | 2016年1月27日  | LACM-14451   | カメレオントーク★・ヒラリ/ヒトリ/キラリ 〜いちご&セイラ Ver.〜・カメレオントーク★（Off Vocal） |
| アイカツ! フォトonステージ!! シングルシリーズ02「センチメンタルベリー」                                 | 2016年2月24日  | LACM-14452   | センチメンタルベリー・「新・チョコレート事件 〜おとめ&みくる Ver.〜」・センチメンタルベリー（Off Vocal） |
| アイカツ! フォトonステージ!! シングルシリーズ03「ドラマチックガール」                                   | 2016年3月23日  | LACM-14453   | ドラマチックガール・ダイヤモンドハッピー 〜あかり&スミレ&ひなき Ver.〜・「Good morning my dream 〜いちご&あおい&蘭 Ver.〜」・ドラマチックガール（Off Vocal） |
| アイカツ! フォトonステージ!! シングルシリーズ04「お願いビーナス」                                       | 2016年4月27日  | LACM-14454   | お願いビーナス・硝子ドール 〜ユリカ&スミレ Ver.〜・お願いビーナス（Off Vocal） |
| アイカツ! フォトonステージ!! シングルシリーズ05「ドリームバルーン」                                     | 2016年5月25日  | LACM-14455   | ドリームバルーン・fashion check! 〜セイラ&きい&そら&マリア Ver.〜・ドリームバルーン（Off Vocal） |
| アイカツ! フォトonステージ!! シングルシリーズ06「青い苺」                                               | 2016年6月22日  | LACM-14456   | 青い苺・Wake up my music 〜いちご&あおい Ver.〜・青い苺（Off Vocal） |
| アイカツ! フォトonステージ!! スプリットシングル「フォトカツ! EP01」                                     | 2016年8月24日  | LACM-14528   | 夏色バタフライ・GLAMOUROUS BLUE・きらめきメッセンジャー（Off Vocal付き） |
| アイカツ! フォトonステージ!! スプリットシングル「フォトカツ! EP02」                                     | 2016年11月23日 | LACM-14529   | 「ゴシック・ロックン・ローズ」・♡Powa×PuRi×Power♡・クリスマス☆スターライト（Off Vocal付き） |
| アイカツ! フォトonステージ!! スプリットシングル「フォトカツ! EP03」                                     | 2017年3月1日   | LACM-14583   | 夢のレセプション・ときめきマタドール∞・Star Heart（Off Vocal付き） |
| アイカツ! フォトonステージ!! スプリットシングル「AIKATSU SCRAPBOOK 01」                                 | 2017年7月19日  | LACM-14611   | Sweet Sweet Girls' Talk・キラキラ宣言・星空のフロア（Off Vocal付き） |
| 『アイカツスターズ!』&『アイカツ!』スペシャルシングル 僕らの奇跡 / アリスブルーのキス ～Another Color～ | 2017年8月9日   | LACM-14648   | 僕らの奇跡・アリスブルーのキス ～Another Color～・僕らの奇跡 ～すばるソロ Ver.～・僕らの奇跡 ～望ソロ Ver.～・僕らの奇跡 ～朝陽ソロ Ver.～・僕らの奇跡 ～かなたソロ Ver.～（Off Vocal付き） |
| アイカツ! フォトonステージ!! スプリットシングル「AIKATSU SCRAPBOOK 02」                                 | 2017年8月23日  | LACM-14612   | RED MOUNTAIN・アイカツメロディ!・Jewel Star Friendship☆（Off Vocal付き） |
| アイカツ! フォトonステージ!! スプリットシングル「AIKATSU SCRAPBOOK 03」                                 | 2017年11月22日 | LACM-14613   | 虹色アンコール・Good day,Good night・「ショコラショー・タイム」（Off Vocal付き） |
| アイカツ! フォトonステージ!! 「AIKATSU SCRAPBOOK SP」                                                   | 2018年5月23日  | LACM-14614   | トキメキアンテナ・他2曲（Off Vocal付き） |

### PV
- 階段映像公開特別Vol.1『アイドル活動！』（公開日：2012年10月4日）
- 階段映像公開特別Vol.2『Signalize！』（公開日：2012年10月4日）
- 階段映像公開特別Vol.3『カレンダーガール』（公開日：2012年10月11日）
- 階段映像公開特別Vol.4『アイドル活動！feat.板野友美ちゃん』（公開日：2012年10月20日）
- 4連續☆新音樂視頻公開！Vol.1『放課後ポニーテール』（公開日：2012年12月2日）
- 4連續☆新音樂視頻公開！Vol.2『prism spiral』（公開日：2012年12月9日）
- 4連續☆新音樂視頻公開！Vol.3『Move on now！』（公開日：2012年12月17日）
- 4連續☆新音樂視頻公開！Vol.4『Growing for a dreams』（公開日：2012年12月17日）
- Aikatsu！第3彈音樂視頻公開☆『硝子ドール』（公開日：2013年2月20日）
- Aikatsu！第3彈音樂視頻公開☆『fashion check！』（公開日：2013年2月20日）
- Aikatsu！第4彈音樂視頻公開☆『同じ地球のしあわせに』（公開日：2013年4月18日）
- Aikatsu！第5彈音樂視頻公開♪一之瀨楓的『ダイヤモンドハッピー』（公開日：2013年6月19日）
- Aikatsu！2014季第2弾新音樂電台『Kira・pata・shining』♪（公開日：2013年12月26日）
- Aikatsu！新音樂電台公開♪『マジカルタイム』♪（公開日：2013年12月31日）
- Aikatsu！2014季第2彈音樂電台『Dance in the rain』♪（公開日：2014年1月2日）
- Aikatsu！音樂電台『オリジナルスター☆彡』公開♪（公開日：2014年6月16日）
- Aikatsu！音樂電台『新・チョコレート事件』公開♪（公開日：2014年6月16日）
- Aikatsu！音樂電台『アイドル活動2014』公開♪（公開日：2014年6月16日）
- Aikatsu！音樂電台『オトナモード』公開♪（公開日：2014年6月16日）
- Aikatsu！音樂電台『Wake up my music』公開♪（公開日：2014年6月16日）
- Aikatsu！音樂電台『Kira pata shining』公開♪（公開日：2014年6月16日）
- Aikatsu！音樂電台『永遠の灯』公開♪（公開日：2014年6月16日）
- Aikatsu！音樂電台『笑顔のSuncatcher』公開♪（公開日：2014年6月16日）
- Aikatsu！音樂電台『Precious』公開♪（公開日：2014年6月17日）
- Aikatsu！音樂電台『SHINING LINE*』公開♪（公開日：2014年8月27日）
- Aikatsu！音樂電台『ハートのメロディ』公開♪（公開日：2014年8月27日）
- Aikatsu！音樂電台『フレンド』をお届け♪（公開日：2014年8月27日）
- Aikatsu！音樂電台『Let's アイカツ！』公開♪（公開日：2014年9月21日）
- Aikatsu！音樂電台『Du-Du-Wa DO IT!』公開♪（公開日：2014年9月24日）
- Aikatsu！音樂電台『Good morning my dream』公開♪（公開日：2014年9月29日）
- Aikatsu！音樂電台『PassionFlower』公開♪（公開日：2014年11月25日）
- Aikatsu！音樂電台『恋色パッション』公開♪（公開日：2014年11月26日）
- Aikatsu！音樂電台『はろー! Winter Love♪』公開♪（公開日：2014年11月26日）
- 2014年12月30日配信的「紅白アイカツ合戦」動畫公開！（公開日：2014年12月30日Live配信）2015年1月12日配信終了[28]
- 紅白アイカツ合戦 白組音樂電台公開♪（公開日：2014年12月31日）2015年1月12日配信完結
- 紅白アイカツ合戦 白組音樂電台第2彈公開♪（公開日：2015年1月6日）2015年1月12日配信完結
- Aikatsu！CM『2015シリーズ第3弾』公開♪（公開日：2015年1月14日）
- Aikatsu！音樂電台『薄紅デイトリッパー』公開♪（公開日：2015年1月14日）
- Aikatsu！音樂電台『Popin' Bubbles』公開♪（公開日：2015年1月14日）
- Aikatsu！音樂電台『Blooming♡Blooming』公開♪（公開日：2015年1月14日）
- Aikatsu！音樂電台『Lovely Party Collection』公開♪（公開日：2015年3月26日）
- Aikatsu！音樂電台『愛がーる』公開♪（公開日：2015年3月26日）
- Aikatsu！音樂電台『ハローニューワールド』公開♪（公開日：2015年3月26日）
- Aikatsu！音樂電台『MY SHOW TIME!』公開♪（公開日：2015年3月26日）

## 劇場版

### 第1作
劇場版第1作“劇場版 偶像活動”於2014年12月13日在日本上映。

#### 简介
織姬學園長決定為星宮莓舉辦一個特別演唱會“大星宮莓祭”，如果這場演唱會成功了，星宮莓將會成為真正的頂級偶像。本作故事內容的時間點，在偶像活動的第112話(GoGo！小莓後援團)和第113話(時髦的朝氣女孩)中間。(第3部的第11話和第12話)

#### 製作人員
- 企劃、原作、動畫制作：日昇動畫
- 原案：萬代
- 總監督：木村隆一
- 監督：矢野雄一郎
- 副監督：小山田桂子
- 劇本：加藤陽一
- 分鏡：矢野雄一郎、近藤信宏、木村隆一
- 演出：小山田桂子、龜井治、馬引圭
- 角色設計、總作畫監督：矢口弘子
- 美術監督：大貫雄司
- 色彩設計：大塚眞純
- 攝影監督：大神洋一
- CG監督：北田伸、谷口顕也、草間博之
- 編輯：笠原義宏
- 音響監督：菊田浩巳
- 音響效果：小山健二
- 音樂制作：MONACA
- 執行製片人：尾崎雅之、小野口征、有川俊、藤岡修、山西太平、川崎由紀夫
- 製片人：若鍋龍太、今井陽介、細谷伸之
- 動畫制作協力：Telecom Animation Film
- 配給：東映
- 製作：「劇場版 偶像活動」製作委員會（日昇動畫、萬代、東映、Happinet、電通、東京電視台）
- 上映時間：89分鐘

#### 登場角色
- 星宮莓 - 諸星堇（聲）、霧島若歌（歌）
- 大空明里 - 下地紫野（聲）、遠藤瑠香（歌）
- 霧矢葵 - 田所梓（聲）、上花楓裏（歌）
- 紫吹蘭 - 大橋彩香（聲）、市倉有菜、吉河順央[29]（歌）
- 有栖川乙女 - 黑澤朋世（聲）、美谷玲實（歌）
- 藤堂百合香 - 沼倉愛美（聲）、美谷玲實、山崎萌[30]（歌）
- 北大路櫻 - 安野希世乃（聲）、愛野繪理（歌）
- 一之瀨楓 - 三村優奈（日语：三村ゆうな）（聲）、市倉有菜（歌）
- 神谷詩音 - 瀨戶麻沙美（聲）、市倉有菜（歌）
- 三輪光 - 森谷里美（聲）、森下結丹子（歌）
- 音城星羅 - 石原夏織（聲）、上花楓裏（歌）
- 冴草紀伊 - 秋奈（聲）、市倉有菜（歌）
- 風澤空 - 高橋未奈美（聲）、愛野繪理、吉河順央[29]（歌）
- 姬里瑪莉亞 - 富岡美沙子（聲）、愛野繪理（歌）
- 夏樹未來 - 洲崎绫(聲)、巴山萌菜[31](歌)
- 冰上堇 - 和久井優（聲）、巴山萌菜[31](歌)
- 新條雛希 - 石川由依（聲）、未來美希(歌)
- 光石織姬 - 松谷彼哉（聲）、相澤梨紗(歌)
- 強尼別府 - 保村真
- 涼川直人 - 豐永利行
- 星宮林檎 - 能登麻美子
- 星宮羅一 - 瀨戶麻沙美
- 星宮太一 - 子安武人
- 夢咲堤亞拉 - 遠藤綾
- 月影穗乃香 - 淺川悠
- 天羽明日香 - 井上喜久子
- 瀨名翼 - 田丸篤志
- 花音[32] - 藤村步（聲）、こだまさおい（歌）
- 神崎美月 - 壽美菜子（聲）、笹鎌里須子（歌）

#### 插入曲/片尾曲
插入曲（劇場版） 
「SHINING LINE＊」
作詞 - こだまさおい／作曲、編曲 - 石濱翔（MONACA）
歌 - わか（星宮莓）、ふうり（霧矢葵）、ゆな（紫吹蘭、一之瀨楓）、れみ（有梄川乙女、藤堂百合香）、えり（北大路櫻）、るか（大空明）from STAR☆ANIS
「グッバイ・ティアーズ 」
作詞、歌 - こだまさおい／作曲、編曲 - 石濱翔（MONACA）
「オリジナルスター☆彡」
作詞 - こだまさおり／作曲 - 田中秀和（MONACA）
歌 - わか（星宮莓）、ふうり（霧矢葵）、すなお（紫吹蘭） from STAR☆ANIS
「輝きのエチュード」
作詞 - こだまさおい／作曲、編曲 - 石濱翔（MONACA）
歌 - こだまさおい（花音）
歌 - わか（星宮莓） from STAR☆ANIS
「アイドル活動！（Ver.Rock）」
作詞 - uRy／作曲、編曲 - 田中秀和（MONACA）
歌 - わか（星宮莓） from STAR☆ANIS
「ダイヤモンドハッピー」
作詞 - 畑亞貴／作曲、編曲 - 石濱翔（MONACA）
歌 - わか（星宮莓）、ふうり（霧矢葵）、すなお（紫吹蘭） from STAR☆ANIS
「ハッピィクレッシェンド」
作詞 - 辻純更 ／作曲、編曲 - 石濱翔（MONACA）
歌 - わか（星宮莓）、ふうり（霧矢葵）、すなお（紫吹蘭）、れみ（有梄川乙女） from STAR☆ANIS
「フレンド」
作詞 - やまだ麻実 ／作曲 - 山崎佳祐／編曲 - 南田健吾
歌 - わか（星宮莓）、ふうり（音城星羅） from STAR☆ANIS
「Let'sアイカツ!」
作詞 - 辻純更 ／作曲、編曲 - 田中秀和 (MONACA)
歌 - わか（星宮莓）、りすこ（神崎美月）、るか（大空明） from STAR☆ANIS
 片尾曲（劇場版） 
混合曲
「カレンダーガール」、「オリジナルスター☆彡」、「ヒラリ／ヒトリ／キラリ」、「Precious」

### 第2作
劇場版第2作“劇場版 偶像活動”於2015年8月22日在日本上映。

#### 登場角色
(不包括僅登場在劇中曲的角色)
- 大空明里 - 下地紫野（聲）、遠藤瑠香（歌）
- 冰上堇 - 和久井優（聲）、巴山萌菜[31]（歌）
- 新條雛希 - 石川由依（聲）、未來光希（歌）
- 紅林珠璃 - 齋藤綾（聲）、天音美穗（歌）
- 黑澤凜 - 高田憂希（聲）、松岡七瀬（歌）
- 天羽圓 - 川上千尋（聲）、星咲花那（歌）
- 星宮莓 - 諸星堇（聲）、霧島若歌（歌）
- 霧矢葵 - 田所梓（聲）、上花楓裏（歌）
- 音城星羅 - 石原夏織（聲）、上花楓裏（歌）
- 紫吹蘭 - 大橋彩香（聲）、市倉有菜（歌）
- 強尼別府 - 保村真
- 大地乃乃 - 小岩井小鳥（聲）、天音美穗（歌）
- 白樺莉紗 - 福沙奈惠（聲）、松岡七瀬（歌）
- 神崎美月 - 壽美菜子（聲）、笹鎌里須子（歌）
- 夏樹未來 - 洲崎绫(聲)、巴山萌菜[31](歌)
- 有栖川乙女 - 黑澤朋世（聲）、美谷玲實（歌）
- 栗栖心音 - 愛野繪理（歌）
- 藤原雅 - 美谷玲實（歌）
- 藤堂百合香 - 沼倉愛美（聲）、美谷玲實、山崎萌[30]（歌）
- 冴草紀伊 - 秋奈（聲）、市倉有菜（歌）
- 風澤空 - 高橋未奈美（聲）、愛野繪理、吉河順央[29]（歌）
- 姬里瑪莉亞 - 富岡美沙子（聲）、愛野繪理（歌）

#### 插入曲/片尾曲
插入曲（劇場版） 
「Du-Du-Wa DO IT」
作詞：こだまさおい，作曲、編曲：石濱翔（MONACA）
歌 - るか（大空明）、もな（冰上菫）from AIKATSU☆STAR
「Poppin'Bubbles」
作詞 - AM42 ／作曲、編曲 - ミト
歌 - みき（新條雛希）、みほ（紅林珠璃）from AIKATSU☆STARS
「Passion flower」
作詞 - 大塚ひとみ ／作曲 - 中野領太 ／編曲 - 高橋浩一郎
歌 - みほ（紅林珠璃）from AIKATSU☆STARS
「タルト・タタン」
作詞 - 只野菜摘／作曲、編曲 - NARASAKI
歌 - もな（冰上菫）from AIKATSU☆STAR
「MY SHOW TIME!」
作詞 - 秋浦智裕／作曲 - 鈴木ともよし／編曲 - Integral Clover（agehasprings）
歌 - ななせ（黑澤凜）from AIKATSU☆STAR
「ダイヤモンドハッピー」
作詞：畑亞貴，作曲、編曲：石濱翔（MONACA）
歌 - わか（星宮莓）、ふうり（霧矢葵）、すなお（紫吹蘭） from STAR☆ANIS
「Pretty Pretty」
作詞 - 渡辺なつみ ／作曲、編曲 - connie
歌 - るか（大空明）、もな（冰上菫）、みき（新條雛希）from AIKATSU☆STAR
「Blooming Blooming」
作詞 - こだまさおり ／作曲、編曲 - 広川恵一（MONACA）
歌 - るか（大空明）from AIKATSU☆STAR
「ハローニューワールド」
作詞 - こだまさおり ／作曲、編曲 - 帆足圭吾（MONACA）
歌 - るか（大空明）、かな（天羽圓）from AIKATSU☆STAR
「チュチュ・バレリーナ」
作詞：只野菜摘，作曲：石原理酉，編曲：成瀬裕介（onetrap）
歌 - もな（冰上菫）、ななせ（黑澤凜） from AIKATSU☆STARS
「薄紅デイトリッパー」
作詞：只野菜摘，作曲：石原理酉，編曲：成瀬裕介（onetrap）
歌 - れみ（藤原雅）、えり（北大路櫻）from STAR☆ANIS
「恋するみたいなキャラメリゼ」
作詞：只野菜摘，作曲：石原理酉，編曲：成瀬裕介（onetrap）
歌 - れみ（藤原雅）、えり（栗栖此音）from STAR☆ANIS
「笑顔のSuncatcher」
作詞 - 只野茶摘 ／作曲、編曲 - 永谷喬夫
歌 - りすこ（神崎美月）、もな（夏樹魅來） from STAR☆ANIS
「フレンド」
作詞 - やまだ麻実 ／作曲 - 山崎佳祐／編曲 - 南田健吾
歌 - わか（星宮莓）、ふうり（音城星羅） from STAR☆ANIS
「放課後ポニーテール」
作詞 - こだまさおり／作曲、編曲 - 田中秀和（MONACA）
歌 - れみ（有梄川乙女） from STAR☆ANIS
「fashion check!」
作詞 - uRy／作曲、編曲 - 石濱翔（MONACA）
歌 - わか（星宮莓）、ふうり（霧矢葵）、すなお（紫吹蘭）、れみ（有梄川乙女）、もえ（藤堂百合香） from STAR☆ANIS
「Precious」
作詞：辻純更，作曲、編曲：帆足圭吾（MONACA）
歌 - りすこ（神崎美月）、もな（夏樹魅來） from STAR☆ANIS
「ハッピィクレッシェンド」
作詞 - 辻純更 ／作曲、編曲 - 石濱翔（MONACA）
歌 - ゆな（冴草紀伊）、ふうり（音城星羅）、すなお（風澤空）、えり（姬里真理亞） from STAR☆ANIS
「SHINING LINE*」
作詞：こだまさおい，作曲、編曲：石濱翔（MONACA）
歌 - わか（星宮莓）、ふうり（音城星羅）、えり（姬里真理亞、風澤空）、れみ（有梄川乙女、藤堂百合香)、もな（夏樹魅來）、りすこ（神崎美月） from STAR☆ANIS
「Let's アイカツ!」
作詞 - 辻純更 ／作曲、編曲 - 田中秀和 (MONACA)
歌 - わか（星宮莓）from STAR☆ANIS、るか（大空明）、もな（冰上菫）、みき（新條雛希）、みほ（紅林珠璃）、ななせ（黑澤凜）、かな（天羽圓）from AIKATSU☆STAR
 片尾曲（劇場版） 
「Lovely Party Collection」
作詞：こだまさおい，作曲、編曲：石濱翔（MONACA）
歌 - るか（大空明）、もな（冰上菫）、みき（新條雛希）from AIKATSU☆STAR

## 外部連結
- BANDAI《Aikatsu！偶像活動！》官網 （页面存档备份，存于）（日語）
- 電視動畫《Aikatsu！偶像活動！》官網
  - 第1部 （页面存档备份，存于）（日語）
  - 第2部 （页面存档备份，存于）（日語）
  - 第3部、第4部 （页面存档备份，存于）（日語）
- 電視動畫《Aikatsu！偶像活動！》東京電視台官網
  - 第1部、第2部（日語）
  - 第3部、第4部 （页面存档备份，存于）（日語）
- 《偶像活動》系列動畫官方的X（前Twitter）（日語）
- YouTube上的偶像活動！頻道（日語）
- BANDAI 香港《星夢學園》官網（繁體中文）